# 片霧烈火
片霧 烈火（かたきり れっか、12月8日 - ）は、日本の女性シンガーソングライター。東京都出身。

## 来歴
業界を目指すきっかけはアニメの影響。高校入学を期に自主制作活動を開始。音系同人やPCゲームの主題歌を中心に、ボーカル、作詞・作曲、ネット声優、オリジナルCDの企画・制作などの音楽活動を行う。2004年、アルバム『みんのうた。』でメジャーデビュー。2006年、テレビアニメ『ひぐらしのなく頃に』EDテーマ「why, or why not」で初のアニメソングのボーカルを担当。2011年4月13日に初のワークスベストアルバム『History of WORXSONGz』を発売。2019年には活動20周年を迎え、記念ライブツアーを東京、大阪、名古屋の3会場で開催。2020年2月26日に20周年記念ベストアルバム『Keep the YOUTH.』を発売した。また、自らがプロデュースするバーチャルYouTuber『喜多是にゃわわ』を2020年2月22日にデビューさせるなど活動の幅を広げている。

## 人物
音楽スタイルは非常に多様であり、ポップ・ロック・ジャズ・バラード・民族系・電波ソングなど幅広い。音楽活動のみならず、DTPデザインや映像制作、イベントの運営などもこなす。音楽制作においては霜月はるか、茶太と「しもちゃみん」というユニットを組んだことがある。主宰している同人サークルは「CLOSED/UNDERGROUND」といい、略称は「黒餡」としている。

## 作品

### シングル
| 枚   | 発売日         | タイトル                         | 規格品番   | 発売元                                   | オリコン 最高位 |
| ---- | -------------- | -------------------------------- | ---------- | ---------------------------------------- | --------------- |
| 1st  | 2003年7月19日  | Blue Link Emotion                | GMLB-0001  | GameMusicLibrary                         | 圏外            |
| 2nd  | 2006年6月28日  | why, or why not                  | FCCM-0136  | フロンティアワークス                     | 30位            |
| 3rd  | 2006年10月7日  | この素晴らしき不確世界へ         | -          | CLOSED/UNDERGROUND                       | 圏外            |
| 4th  | 2007年8月31日  | 東京ジオラマ/悪夢の姫君          | KARIN-14   | 花梨エンターテイメント                   | 圏外            |
| 5th  | 2007年11月22日 | 世界でいちばんCなD               | WILL-190CD | HERMIT                                   | 圏外            |
| 5th  | 2008年4月6日   | 夕日の中でみた君                 | YM-001     | 夢見奏                                   | 圏外            |
| 6th  | 2008年11月2日  | Deep Blue Sky & Pure White Wings | ABCD-0002  | ABHAR                                    | 圏外            |
| 7th  | 2009年9月25日  | 遥かな空へ                       | SS0031     | ARIEL WAVE                               | 圏外            |
| 8th  | 2009年11月18日 | 闘艶結義〜トウエンノチカイ〜     | PCCG-70048 | ポニーキャニオン                         | 31位            |
| 9th  | 2010年8月4日   | 残照/Blue or Lime                | QECB-23    | b-fairy records                          | 圏外            |
| 10th | 2010年8月25日  | ラベンダーの純然                 | VGCD-1066  | 5pb.Records                              | 101位           |
| 11th | 2011年6月22日  | 約束の世界                       | QECB-30    | ブロッコリー                             | 192位           |
| 12th | 2011年12月7日  | 真命ノ仁義/ツワモノガタリ        | DGBS-10012 | ドワンゴ・ミュージックエンタテインメント | 圏外            |
| 13th | 2013年8月12日  | SING THE NYAMO-NA!               | -          | CLOSED/UNDERGROUND                       | 圏外            |
| 14th | 2015年8月22日  | 恋する☆ひよこ                    | STCH-0009  | studio CHANT                             | 圏外            |
| 15th | 2016年8月14日  | MADNESS MARCHEN                  | -          | CLOSED/UNDERGROUND                       | 圏外            |
| 16th | 2016年8月14日  | ART OF WAR                       | -          | CLOSED/UNDERGROUND                       | 圏外            |
| 17th | 2016年12月31日 | CULT                             | -          | CLOSED/UNDERGROUND                       | 圏外            |
| 18th | 2017年4月30日  | 櫻戦歌                           | -          | CLOSED/UNDERGROUND                       | 圏外            |

#### 配信限定シングル
| 発売日         | タイトル                                  | 規格                   | 発売元                     |
| -------------- | ----------------------------------------- | ---------------------- | -------------------------- |
| 2006年7月19日  | 姉汁 (オリジナルゲーム・サウンドトラック) | デジタル・ダウンロード | アトリエかぐや             |
| 2011年4月13日  | 奇蹟の軌跡、ぼくらが描く未来              | デジタル・ダウンロード | ティームエンタテインメント |
| 2012年9月30日  | Salvage                                   | デジタル・ダウンロード | スターチャイルド           |
| 2018年8月1日   | BravЄ Sφul                                | デジタル・ダウンロード | BaseSon                    |
| 2021年11月19日 | 鼻炎狂騒歌                                | デジタル・ダウンロード | 自主制作                   |
| 2022年4月15日  | ふにふにびより                            | デジタル・ダウンロード | 自主制作                   |
| 2022年6月17日  | 初恋                                      | デジタル・ダウンロード | 自主制作                   |
| 2022年6月29日  | confusion                                 | デジタル・ダウンロード | 自主制作                   |

### アルバム

#### オリジナル・アルバム
| 枚  | 発売日        | タイトル                       | 規格品番   | 発売元               | オリコン 最高位 |
| --- | ------------- | ------------------------------ | ---------- | -------------------- | --------------- |
| 1st | 2004年11月3日 | みんのうた。                   | AKCI-26017 | KNS Entertainment    | 276位           |
| 2nd | 2006年1月25日 | 空の軋みと歪める世界の無き、声 | AKCI-26047 | KNS Entertainment    | 300位           |
| 3rd | 2006年6月28日 | がーるずvらいふ                | SDCR-0002  | チェンバースレコーズ | 236位           |
| 5th | 2007年6月23日 | 晴れやかなるソラの行方         | MIN-0010   | CLOSED/UNDERGROUND   | 圏外            |
| 6th | 2008年6月25日 | がーるずvらいふ2               | SDCR-0016  | チェンバースレコーズ | 167位           |
| 7th | 2017年7月15日 | FLOWER PAINTER                 | SDCR-0035  | チェンバースレコーズ | 圏外            |
| 8th | 2017年10月6日 | 咎ノ箱庭                       | SDCR-0036  | チェンバースレコーズ | 圏外            |

#### コラボレーション・アルバム
| 枚  | 発売日         | タイトル                     | ユニット名         | 規格品番   | 発売元                     |
| --- | -------------- | ---------------------------- | ------------------ | ---------- | -------------------------- |
| 1st | 2007年4月25日  | キネマ・イン・ザ・ホール     | 片霧烈火＠弘田佳孝 | KDSD-00140 | ティームエンタテインメント |
| 2nd | 2009年8月14日  | 燐音 -RINNE-                 | MW                 | AXCL-0004  | アルミナレコーズ           |
| 3rd | 2018年10月28日 | 凛なる薔薇よ、汝が為に咲け。 | 片霧烈火 & 茶太    | -          | CLOSED/UNDERGROUND         |

#### 企画アルバム
| 枚  | 発売日        | タイトル                                                 | 規格品番   | 備考 |
| --- | ------------- | -------------------------------------------------------- | ---------- | --- |
| 1st | 2004年7月19日 | 天降ノ楽音                                               | MIN-0005   | I've Soundのカヴァー・アルバム |
| 2nd | 2004年8月15日 | SEVEN DEADLY SINS                                        | MIN-0006   | |
| 3rd | 2008年8月16日 | CLOSED/UNDERGROUND Chronicle vol.01 Orchestral C/U       | MIN-0012   | オーケストラアレンジCD（3枚組）。2007年12月8日に行われた『黒餡世露死苦☆片霧烈火オーケストライブ』のライブ音源も収録。                                                                                      |
| 4th | 2009年5月5日  | 紅白みん合戦                                             | -          | |
| 5th | 2009年8月15日 | CLOSED/UNDERGROUND Chronicle vol.02 Respect for Pioneers | MIN-0012D  | |
| 6th | 2012年4月4日  | CLOSED/UNDERGROUND Chronicle vol.09 LTN is beginning     | KDSD-00421 | 2011年4月29日に川崎CITTAにて開催されたライブ”Live The Nyamo-NA! GRADE.01 and 02 Rekka Katakiri Solo Live 2011 in CLUB CITTA”で演奏された楽曲を中心にセレクトされた人気曲を全曲バンドアレンジ＆新録で収録。 |
| 7th | 2012年4月30日 | モルモティカc                                            | -          | ぺさま、Meis Clauson、HIR、Morrigan、橋本鏡也、神月社、羽鳥風画が参加。 |
| 8th | 2014年4月27日 | THE GREATEST LEGEND OF NYA-MO-NA                         | KDSD-00421 | |
| 9th | 2017年4月30日 | ALCOHOLIC BANQUET Score//01                              | -          | |

#### ベスト・アルバム
| 枚  | 発売日        | タイトル                                                   | 規格品番      | 発売元                     | オリコン 最高位 |
| --- | ------------- | ---------------------------------------------------------- | ------------- | -------------------------- | --------------- |
| 1st | 2011年4月13日 | History of WORXSONGz 1                                     | KDSD-00421    | ティームエンタテインメント | 圏外            |
| 1st | 2011年4月13日 | History of WORXSONGz 2                                     | KDSD-00422    | ティームエンタテインメント | 圏外            |
| 1st | 2011年4月13日 | History of WORXSONGz PremiumBox                            | KDSD-20011    | ティームエンタテインメント | 49位            |
| 2nd | 2020年2月26日 | Keep the YOUTH. 1 〜Rekka Katakiri 20th Anniversary BEST〜 | KDSD-01031    | ティームエンタテインメント | 圏外            |
| 2nd | 2020年2月26日 | Keep the YOUTH. 2 〜Rekka Katakiri 20th Anniversary BEST〜 | KDSD-01032    | ティームエンタテインメント | 圏外            |
| 2nd | 2020年2月26日 | Rekka Katakiri 20th Anniversary BOX                        | KDSD-01028/30 | ティームエンタテインメント | 221位           |

#### ミニ・アルバム
| 枚   | 発売日         | タイトル                                 | 規格品番   | 発売元                     | オリコン 最高位 |
| ---- | -------------- | ---------------------------------------- | ---------- | -------------------------- | --------------- |
| 1st  | 2008年5月11日  | 片霧魂                                   | MIN-0013   | CLOSED/UNDERGROUND         | 圏外            |
| 2nd  | 2008年12月29日 | トイショップ                             | -          | CLOSED/UNDERGROUND         | 圏外            |
| 3rd  | 2009年10月11日 | 片霧式*妄想ルンバ                        | -          | CLOSED/UNDERGROUND         | 圏外            |
| 4th  | 2010年5月19日  | 12:12:24                                 | KDSD-00369 | ティームエンタテインメント | 149位           |
| 5th  | 2010年8月14日  | モルモティカ                             | -          | CLOSED/UNDERGROUND         | 圏外            |
| 6th  | 2011年5月1日   | モルモティカb                            | -          | CLOSED/UNDERGROUND         | 圏外            |
| 7th  | 2011年8月13日  | FLYING ARTILLERIST - get ready, already. | -          | CLOSED/UNDERGROUND         | 圏外            |
| 8th  | 2011年10月30日 | 片霧ミンの憂鬱                           | -          | CLOSED/UNDERGROUND         | 圏外            |
| 9th  | 2012年12月31日 | モルモティカd                            | -          | CLOSED/UNDERGROUND         | 圏外            |
| 10th | 2013年4月29日  | モルモティカe                            | MIN-0027   | CLOSED/UNDERGROUND         | 圏外            |
| 11th | 2013年12月31日 | 恋する必然                               | -          | CLOSED/UNDERGROUND         | 圏外            |
| 12th | 2014年8月17日  | 逆廻遊戯 或いは某医師の愉快な記録 歌唱盤 | -          | CLOSED/UNDERGROUND         | 圏外            |
| 13th | 2016年8月14日  | 契り謳う黒焔のヴァルキュリア             | -          | CLOSED/UNDERGROUND         | 圏外            |
| 14th | 2017年4月30日  | 霰弾銃兎は遊覧日和の夢に溺れて           | -          | CLOSED/UNDERGROUND         | 圏外            |
| 15th | 2017年12月15日 | ふたりの場所 15th Anniversary            | SDCR-0037  | チェンバースレコーズ       | 圏外            |
| 16th | 2018年4月29日  | 秘咒庭は万華の欲望ひらく                 | -          | CLOSED/UNDERGROUND         | 圏外            |
| 17th | 2020年5月5日   | モルモティカh - 音ニ溺レタ実験群像       | -          | CLOSED/UNDERGROUND         | 圏外            |

#### サウンドトラック・アルバム
| 枚  | 発売日         | タイトル                                                           | 規格品番 | 発売元            |
| --- | -------------- | ------------------------------------------------------------------ | -------- | ----------------- |
| 1st | 2007年4月13日  | 永久皇帝少女 feat. 片霧烈火                                        | TIMF-002 | Time Files Record |
| 2nd | 2008年10月24日 | 祈リノシズク 〜霊刀キザクラ feat. 片霧烈火〜                       | TIMF-005 | Time Files Record |
| 3rd | 2009年12月25日 | 記憶 -Memento Mori ～ヴィザルの日記 feat. 片霧烈火～               | TIMF-003 | Time Files Record |
| 4th | 2011年9月21日  | Verite et Mensonge 〜嘘つきナレットの優しい暗殺者 feat. 片霧烈火〜 | TIMF-006 | Time Files Record |
| 5th | 2014年2月19日  | 存在理由―raison d'etre ～シザンサスと月夜に踊る feat. 片霧烈火～   | TIMF-007 | Time Files Record |

### 参加作品
| 発売日         | 商品名 | 歌 | 楽曲 | 備考                                                                                          |
| -------------- | --- | --- | --- | --------------------------------------------------------------------------------------------- |
| 2000年12月30日 | 蒼天 | 片霧烈火 | 「蒼天」 「蒼天 -Reprise-」 |                                                                                               |
| 2001年5月13日  | 遠い約束 | 片霧烈火 | 「約束」 「約束 -a cappella-」 |                                                                                               |
| 2001年10月8日  | 7th moon | 片霧烈火 | 「月光」 「金色ナリ我ガ姫ノ月 -awnglier maguielaw elir-」 | PCゲーム『月姫』関連曲                                                                        |
| 2001年12月30日 | Songs For Detourer | 片霧烈火 | 「chronicle」 |                                                                                               |
| 2002年3月17日  | にひきのうさぎ。 | 片霧烈火 | 「にひきのうさぎ。」 「キミのしあわせ」 「thank-ful」 |                                                                                               |
| 2002年5月12日  | HOPE | 片霧烈火 | 「HOPE」 | PCゲーム『AIR』関連曲                                                                         |
| 2002年6月16日  | KEY REALITY | 片霧烈火 | 「Last regrets」 | 彩菜のカヴァー                                                                                |
| 2002年6月16日  | KEY REALITY | 片霧烈火 | 「鳥の詩」 | Liaのカヴァー                                                                                 |
| 2002年8月11日  | 夢神楽 | 片霧烈火 | 「謡ノ二」 |                                                                                               |
| 2002年8月11日  | with me -VOCAL COLLECTION from stay.- | 片霧烈火 | 「遠いまなざし」 |                                                                                               |
| 2002年10月6日  | ツキガタリ -月輝継- | 片霧烈火 | 「ツキガタリ」 「空の夢」 「まじかるクレヨン」 「ほうき☆アイドル」 「月輝継」 |                                                                                               |
| 2002年12月30日 | APPLE Tree | 片霧烈火 | 「雪のように白く」 「遠いまなざし -PLUS mix-」 |                                                                                               |
| 2002年12月30日 | ぼくらのうた | 片霧烈火 | 「ぼくらのうた」 |                                                                                               |
| 2002年12月30日 | CS.U/KEY | 片霧烈火 | 「青空」 「夢の足跡」 「ラストリグレッツ」 |                                                                                               |
| 2003年1月18日  | 神無ノ鳥 オリジナルサウンドトラック | 片霧烈火 | 「ふたりの場所」 | PCゲーム『神無ノ鳥』主題歌                                                                    |
| 2003年6月16日  | ARTIFACT『月ノ裁』『月姫打-ONLINE-』オリジナルサウンドトラック | 片霧烈火 | 「Lunar Trick」 |                                                                                               |
| 2003年7月4日   | /Campanella | bermei.inazawa feat. 片霧烈火 | 「all of us」 「all of us (/campanella edit)」 |                                                                                               |
| 2003年8月17日  | 幻想廃人 或いは某K氏の手記 | 片霧烈火 | 「幻想廃人」 「歪形寵愛」 「正常境界」 「破滅階段」 「幸福論議」 |                                                                                               |
| 2003年9月25日  | ヤジルシ、メジルシ。 | 片霧烈火 | 「好き」 | PCゲーム『英才狂育』主題歌                                                                    |
| 2003年9月25日  | ヤジルシ、メジルシ。 | 片霧烈火 | 「月の眼の少年」 | PCゲーム『LOST CHILD』挿入歌                                                                  |
| 2003年12月12日 | impronta/永遠の都市へ | 霜月はるか、片霧烈火 | 「impronta」 |                                                                                               |
| 2003年12月28日 | Winter Mix | 片霧烈火 | 「まちびと」 |                                                                                               |
| 2003年12月30日 | 風のセルフェリアス | 片霧烈火 | 「大地の海 行くは一人の少年」 |                                                                                               |
| 2003年12月30日 | サントラバンディッツ BIKE BANDITZ ORIGINAL SOUND TRACK | 片霧烈火 | 「FlyHigh」 | PCゲーム『BiKE BANDiTZ』主題歌                                                                |
| 2003年12月30日 | Pray to Snow サウンドトラック | 片霧烈火 | 「Distant」 | PCゲーム『Pray to Snow』オープニングテーマ                                                    |
| 2003年12月30日 | Pray to Snow サウンドトラック | 片霧烈火 | 「二人」 | PCゲーム『Pray to Snow』エンディングテーマ                                                    |
| 2003年12月30日 | Free Flower サウンドトラック | 片霧烈火 | 「カワラナイ日々 -Autumn Edition-」 | PCゲーム『Free Flower』オープニングテーマ                                                     |
| 2003年12月30日 | Free Flower サウンドトラック | 片霧烈火 | 「そのさきのヒカリ -Break Mix-」 | PCゲーム『Free Flower』挿入歌                                                                 |
| 2003年12月30日 | Free Flower サウンドトラック | 片霧烈火 | 「抱きしめた、きみのからだ -Band Edition-」 | PCゲーム『Free Flower』エンディングテーマ                                                     |
| 2003年12月30日 | 紅く輝く雪 sound track | 片霧烈火 | 「- SORA -」 | PCゲーム『紅く輝く雪』関連曲                                                                  |
| 2004年2月18日  | LOST CHILD ORIGINAL SOUNDTRACK ALTERNATIVE SIDE-X | 片霧烈火 | 「魂の慟哭・テスト収録版」 | PCゲーム『LOST CHILD』主題歌                                                                  |
| 2004年2月25日  | doll ～歌姫 vol.1 | 片霧烈火 | 「恋するぼくら」 「ワルツ」 |                                                                                               |
| 2004年8月13日  | 幻想廃人 或いは某K氏の手記 | MW | 「魂の慟哭 Full version」 「魂の慟哭 Soul-O-Mix」 「魂の慟哭 kt2 Chin-Mix」 |                                                                                               |
| 2004年8月13日  | 英才狂育 オリジナルサウンドトラック | 片霧烈火 | 「好き」 | PCゲーム『英才狂育』主題歌                                                                    |
| 2004年8月15日  | AVALON | 片霧烈火、計名さや香 | 「Brilliant Years」 | PCゲーム『Fate/stay night』関連曲                                                             |
| 2004年12月30日 | Exodus: Fake/ever since SoundTrack + | 片霧烈火 | 「No Title」 | PCゲーム『Fake/ever since』関連曲                                                             |
| 2005年2月25日  | やきたてクロワッサン ～Autumn leafの3姉妹～ 同梱特典CD やきたてクロワッサン オリジナルサウンドトラック                                                                             | 片霧烈火 | 「ふぉ～ちゅっ☆ブレッド♪」 | PCゲーム『やきたてクロワッサン ～Autumn leafの3姉妹～』主題歌                                 |
| 2005年2月25日  | Winter Mix vol.02 | 片霧烈火 | 「しらゆき」 |                                                                                               |
| 2005年3月31日  | Ancient Colors Infinity vol.3 饗旺ノ烈火 | bermei.inazawa feat. 片霧烈火 | 「饗旺ノ烈火」 「纏」 「贈火」 |                                                                                               |
| 2005年5月1日   | TAOS PUEBLO -タオス・プエブロ– | Barbarian On The Groove feat. 片霧烈火 | 「謡ノ二」 |                                                                                               |
| 2005年5月2日   | アニマムンディ ～終わりなき闇の舞踏～ オリジナルサウンドトラック 「漆黒の鎮魂歌」                                                                                                  | 片霧烈火 | 「深淵舞踏」 | PCゲーム『アニマムンディ〜終りなき闇の舞踏〜』オープニングテーマ                              |
| 2005年5月2日   | アニマムンディ ～終わりなき闇の舞踏～ オリジナルサウンドトラック 「漆黒の鎮魂歌」                                                                                                  | 片霧烈火 | 「未来への鍵束」 | PCゲーム『アニマムンディ〜終りなき闇の舞踏〜』エンディングテーマ                              |
| 2005年5月27日  | 魂響〜たまゆら〜 初回特典CD「音魂 ～おんたま～」 | 片霧烈火 | 「魂響」 | PCゲーム『魂響〜たまゆら〜』主題歌                                                            |
| 2005年5月27日  | 魂響〜たまゆら〜 初回特典CD「音魂 ～おんたま～」 | 片霧烈火 | 「心ノ在リ処」 | PCゲーム『魂響〜たまゆら〜』挿入歌                                                            |
| 2005年5月26日  | イリスのアトリエ エターナルマナ ～ドラマCD ビオラのアトリエ～ | 片霧烈火 | 「フラスコボーイ」 | ドラマCD『ビオラのアトリエ』主題歌                                                            |
| 2005年6月8日   | CDブロス テーマソングコレクション | 片霧烈火 | 「深霧の楽園」 | PCゲーム『黒の図書館』主題歌                                                                  |
| 2005年6月17日  | 戦火 -IKUSABI- O.S.T | 片霧烈火 | 「紅 -KURENAI-」 | PCゲーム『戦火 -IKUSABI-』オープニングテーマ                                                  |
| 2005年6月19日  | Aqua | 片霧烈火 | 「おもいで」 |                                                                                               |
| 2005年6月24日  | GWAVE 2004 2nd Groove | 片霧烈火 | 「Believe In Yourself <V.H.R.>」 | PCゲーム『Sixty Nine2 』オープニングテーマ                                                    |
| 2005年8月12日  | モンド・ミュージカル -Le Monde Musical De Barbarian On The Groove– | Barbarian On The Groove feat. 片霧烈火 | 「孤独な太陽」 |                                                                                               |
| 2005年8月14日  | 人狼樂話 人狼奇譚 そしてぼくらは蒼い夜のうたをきく オリジナルサウンドトラック | 片霧烈火 | 「人狼奇譚」 「あおいよるのうた」 |                                                                                               |
| 2005年8月22日  | Tirnanog | 片霧烈火 | 「Autumn Breeze. -Timeless Mind-」 | PCゲーム『CLANNAD』関連曲                                                                     |
| 2005年10月28日 | 黒の歌姫 特典CD Original Sound Track | 片霧烈火 | 「Water Strings」 | PCゲーム『黒の歌姫』関連曲                                                                    |
| 2005年10月28日 | しろクロ 〜白いこころと黒いツルギ〜 同梱特典CD Original Soundtrack | 片霧烈火 | 「未来へのおまじない」 | PCゲーム『しろクロ 〜白いこころと黒いツルギ〜』オープニングテーマ                             |
| 2005年10月28日 | しろクロ 〜白いこころと黒いツルギ〜 同梱特典CD Original Soundtrack | 片霧烈火 | 「青いソラのおもいで」 | PCゲーム『しろクロ 〜白いこころと黒いツルギ〜』エンディングテーマ                             |
| 2005年11月25日 | 車輪の国、向日葵の少女 初回盤特典CD 音車祭 | 片霧烈火 | 「紅空恋歌」 | PCゲーム『車輪の国、向日葵の少女』オープニングテーマ                                          |
| 2005年11月25日 | 車輪の国、向日葵の少女 初回盤特典CD 音車祭 | 片霧烈火 | 「そらの隙間」 | PCゲーム『車輪の国、向日葵の少女』挿入歌                                                      |
| 2005年11月25日 | 車輪の国、向日葵の少女 初回盤特典CD 音車祭 | 片霧烈火 | 「祝福の大地、暁光の世界」 | PCゲーム『車輪の国、向日葵の少女』エンディングテーマ                                          |
| 2005年12月23日 | GWAVE 2005 1st Impact | 片霧烈火 | 「魂響」 | PCゲーム『魂響～御霊送りの詩～』オープニングテーマ                                            |
| 2005年12月29日 | ドラマCD ライク・ライフ アン・アワー ～冬と祭と解けたリボン～ | 片霧烈火 | 「アシタのミライ」 | ドラマCD『ライク・ライフ アン・アワー ～冬と祭と解けたリボン～』主題歌                        |
| 2005年12月30日 | Real: CLANN SoundTrack + | 片霧烈火 | 「signal blue」 | PCゲーム『CLANN』関連曲                                                                       |
| 2005年12月30日 | 東方小曲集 -唯我独尊- | 片霧烈火 | 「鋼の意思 ～Iron Will Maiden～」 |                                                                                               |
| 2006年1月27日  | invisible sign -イス- サウンドトラック | 片霧烈火 | 「invisible sign」 | PCゲーム『invisible sign -イス-』主題歌                                                       |
| 2006年1月27日  | Blaze of Destiny Chronicle | 片霧烈火 | 「輝光ノ剣」 | PCゲーム『Blaze of Destiny III』主題歌                                                        |
| 2006年1月27日  | LOST CHILD オリジナル サウンドトラック インフィニア | MW | 「魂の慟哭」 「この世の果て」 「月の眼の少年」 「百の想い」 | PCゲーム『LOST CHILDI』関連曲                                                                 |
| 2006年3月11日  | Winter Mix vol.03 PERCENEGE | 片霧烈火 | 「静夜に祈りを」 |                                                                                               |
| 2006年4月29日  | Seven -セブン– | Barbarian On The Groove feat. 片霧烈火 | 「カディス」 |                                                                                               |
| 2006年6月21日  | イリスのアトリエ グランファンタズム オリジナルサウンドトラック | 片霧烈火 | 「Flowers In The Rain」 | PS2ゲーム『イリスのアトリエ グランファンタズム』挿入歌                                        |
| 2006年6月30日  | School ぷろじぇくと☆ | 片霧烈火 | 「Orange Girl」 | PCゲーム『School ぷろじぇくと☆』主題歌                                                        |
| 2006年7月7日   | 魂響～御霊送りの詩～ PERFECT AUDIOTRACKS | 片霧烈火 | 「魂響」 | PCゲーム『魂響～御霊送りの詩～』オープニングテーマ                                            |
| 2006年7月7日   | 魂響～御霊送りの詩～ PERFECT AUDIOTRACKS | 片霧烈火 | 「天使の門、暁の門 (game size)」 | PCゲーム『魂響～御霊送りの詩～』エンディングテーマ                                            |
| 2006年7月21日  | ひぐらしのなく頃に オリジナルサウンドトラック | 大嶋啓之 feat. 片霧烈火 | 「why, or why not ～TV Version～」 | テレビアニメ『ひぐらしのなく頃に』エンディングテーマ                                          |
| 2006年7月28日  | こいちゅ! ～恋に恋するかたおもい～ オリジナルサウンドトラック | 片霧烈火 | 「ふわり☆フィーリングハート」 | PCゲーム『こいちゅ! ～恋に恋するかたおもい～』オープニングテーマ                              |
| 2006年8月9日   | ヨーグルティング オリジナルサウンドトラック | 霜月はるか、片霧烈火、茶太 | 「Love☆Dreamer」 | オンラインRPG『ヨーグルティング』主題歌                                                       |
| 2006年8月11日  | I've Respect arrange vocal album: admiration | 片霧烈火 | 「Short Circuit」 | KOTOKOのカヴァー                                                                              |
| 2006年8月11日  | I've Respect arrange vocal album: admiration | 井上みゆ、佳織みちる、片霧烈火、茶太、とろ美、葉月ゆら、癒月、yuiko、留桜良姫                                                                 | 「Love Flavor」 |                                                                                               |
| 2006年8月11日  | I've Respect arrange vocal album: reverence | 片霧烈火 | 「IMMORAL」 | 川田まみのカヴァー                                                                            |
| 2006年8月13日  | エデンの分かれ道 "Immorality and saving grace" | 片霧烈火 | 「Swallow」 「Sie bleibet meine Freude あなたは変わりなきわが喜び」 |                                                                                               |
| 2006年8月18日  | ORBITAL MANEUVER phase3:phototaxis | 大嶋啓之 feat. 片霧烈火 | 「phototaxis」 「チサト」 「lost blue」 「positive phototaxis」 「arcane blue」 |                                                                                               |
| 2006年8月20日  | Dragon Valley -Twilight- <龍谷の黄昏> | Barbarian On The Groove feat. 片霧烈火 | 「フラジリア」 |                                                                                               |
| 2006年8月24日  | レッスルエンジェルスサバイバー Mini Soundtrack CD | 片霧烈火 | 「Starry Eyes」 | PS2ゲーム『レッスルエンジェルスサバイバー』主題歌                                             |
| 2006年9月27日  | ひぐらしのなく頃に イメージアルバム かけらむすび | 片霧烈火 | 「when they cry」 「hymn」 | テレビアニメ『ひぐらしのなく頃に』関連曲                                                      |
| 2006年9月29日  | 魔法、ひとつくださいな。オリジナルサウンドトラック | 片霧烈火 | 「ゆめみるマホウ 〜A little magic for you〜」 | PCゲーム『魔法、ひとつくださいな。』主題歌                                                    |
| 2006年11月22日 | 雪降る歌 ～scene:X'mas～ | 霜月はるか、片霧烈火 | 「おとぎの星」 「騒がしや、きみとの記念日」 |                                                                                               |
| 2006年11月22日 | 雪降る歌 ～scene:X'mas～ | 佳織みちる、片霧烈火、佐藤利奈、霜月はるか、生天目仁美、留桜良姫）                                                                            | 「雪降る歌」 |                                                                                               |
| 2006年12月1日  | キミの声がきこえる 飯島美由紀キャラクターソング | Barbarian On The Groove feat. 片霧烈火 | 「ひだまりの夢」 | PCゲーム『キミの声がきこえる』エンディングテーマ                                              |
| 2006年12月22日 | GWAVE 2006 1st Strike | 片霧烈火 | 「Orange Girl」 | PCゲーム『School ぷろじぇくと☆』主題歌                                                        |
| 2006年12月29日 | Maple Leaf Box | 霜月はるか、片霧烈火 | 「impronta」 |                                                                                               |
| 2006年12月31日 | Dragon Valley ～Misterio～ | Barbarian On The Groove feat. 片霧烈火 | 「オメガスロープ」 |                                                                                               |
| 2006年12月31日 | WHITE AVALON | K. Juno | 「夜を越えて」 | ゲストヴォーカルに参加                                                                        |
| 2007年1月26日  | 車輪の国、向日葵の少女 ORIGINAL SOUND TRACK | 片霧烈火 | 「紅空恋歌」 「そらの隙間」 「祝福の大地、暁光の世界」 | PCゲーム『車輪の国、向日葵の少女』関連曲                                                      |
| 2007年1月26日  | 恋姫†無双 サウンドトラックCD 志在千里～恋姫喚作百花王～ | 片霧烈火 | 「Hφwling Sφul」 | PCゲーム『恋姫†無双』主題歌                                                                   |
| 2007年2月23日  | THE BEST GAME VOCALS OF あかべぇそふとつぅ | 片霧烈火 | 「魂響」 「少年少女よ、大志を抱け」 「そらの隙間」 「祝福の大地、暁光の世界」 「心ノ在リ処」 「紅空恋歌」 |                                                                                               |
| 2007年3月23日  | Selfregards 2 | 片霧烈火 | 「Blue Link Emotion -noctambulation.ver.-」 |                                                                                               |
| 2007年5月21日  | リーズのアトリエ ～オルドールの錬金術士～ オリジナルサウンドトラック | 片霧烈火 | 「タカラモノ」 | ニンテンドーDS用ソフト『リーズのアトリエ ～オルドールの錬金術士～』主題歌                     |
| 2007年5月23日  | 見上げた空におちていく オリジナルサウンドトラック | 片霧烈火 | 「見上げた空におちていく」 | PCゲーム『見上げた空におちていく』オープニングテーマ                                          |
| 2007年5月23日  | 見上げた空におちていく オリジナルサウンドトラック | 片霧烈火 | 「あなたに、いちばん、つたえたいこと。」 | PCゲーム『見上げた空におちていく』エンディングテーマ                                          |
| 2007年5月30日  | 白銀のソレイユ -Successor of Wyrd- ≪運命の継承者≫ オリジナルサウンドトラック | 片霧烈火 | 「Asgardh -アスガルド-」 | PCゲーム『白銀のソレイユ -Successor of Wyrd-』主題歌                                          |
| 2007年6月29日  | GWAVE 2006 2nd Strike | 片霧烈火 | 「ふわり☆フィーリングハート」 | PCゲーム『こいちゅ! ～恋に恋するかたおもい～』オープニングテーマ                              |
| 2007年6月29日  | ナツウタ ～夏のある日の歌日記～ | 片霧烈火 | 「妖かし千夜一夜」 |                                                                                               |
| 2007年6月29日  | ナツウタ ～夏のある日の歌日記～ | 片霧烈火、佐藤利奈 | 「サマスタGo!Go!」 |                                                                                               |
| 2007年6月29日  | ナツウタ ～夏のある日の歌日記～ | 佳織みちる、片霧烈火、佐藤利奈、霜月はるか、生天目仁美、藤枝あかね、真理絵、有希                                                              | 「真夏革命」 |                                                                                               |
| 2007年8月17日  | Dragon Valley -Arco-Iris- <龍谷の虹> | Barbarian On The Groove feat. 片霧烈火 | 「守るべきモノとは」 |                                                                                               |
| 2007年8月17日  | 夜を越えて | K.Juno、片霧烈火 | 「Let The Magic Play Little Tricks On You」 |                                                                                               |
| 2007年8月24日  | こいとれ ～REN-AI TRAINING～ オリジナルサウンドトラック | 片霧烈火 | 「TIME」 | PCゲーム『こいとれ 〜REN-AI TRAINING〜』主題歌                                                |
| 2007年9月26日  | Clear ボーカルアルバム | 片霧烈火 | 「エターナル」 | PCゲーム『Clear -クリア-』挿入歌                                                              |
| 2007年9月28日  | 姫さまっ､お手やわらかに! 初回限定版 HIMEHAJIME BOX | 片霧烈火 | 「アルカディア・パレード」 | PCゲーム『姫さまっ、お手やわらかに!』オープニングテーマ                                       |
| 2007年9月28日  | 姫さまっ､お手やわらかに! 初回限定版 HIMEHAJIME BOX | 片霧烈火 | 「プリンセス・フィナーレ」 | PCゲーム『姫さまっ、お手やわらかに!』エンディングテーマ                                       |
| 2007年11月22日 | 世界でいちばんNGな恋 SOUND TRACK & SYSTEM VOICE | 片霧烈火 | 「陽だまりコイゴコロ」 | PCゲーム『世界でいちばんNGな恋』オープニングテーマ                                            |
| 2007年11月22日 | 世界でいちばんNGな恋 SOUND TRACK & SYSTEM VOICE | 片霧烈火 | 「いとしさの糸」 | PCゲーム『世界でいちばんNGな恋』エンディングテーマ                                            |
| 2007年11月30日 | 雪降る歌2 ～恋する君の冬物語～ | 佳織みちる、片霧烈火、五條真由美、佐藤利奈、霜月はるか、有希                                                                                  | 「聖なる夜に」 「Winter coming」 |                                                                                               |
| 2007年11月30日 | 雪降る歌2 ～恋する君の冬物語～ | 片霧烈火 | 「聖夜の祈り、硝子色の永遠」 |                                                                                               |
| 2007年12月21日 | ひぐらしのなく頃に イメージアルバム こころむすび | 片霧烈火 | 「ワタシのタメのセカイのアリカタ」 | テレビアニメ『ひぐらしのなく頃に』関連曲                                                      |
| 2007年12月21日 | ひぐらしのなく頃に イメージアルバム こころむすび | TERRA（MintJam）、片霧烈火 | 「月下の決闘者」 | テレビアニメ『ひぐらしのなく頃に』関連曲                                                      |
| 2007年12月21日 | ひぐらしのなく頃に イメージアルバム こころむすび | こころむすびオールスターズ | 「こころむすび」 | テレビアニメ『ひぐらしのなく頃に』関連曲                                                      |
| 2007年12月28日 | GWAVE 2007 1st Drivers | 片霧烈火 | 「キラン★とねっ」 「Hφwling Sφul」 |                                                                                               |
| 2007年12月29日 | レッスルエンジェルス SURVIVOR オリジナルミニサウンドトラック | 片霧烈火 | 「Starry Eyes」 | PS2ゲーム『レッスルエンジェルスサバイバー』主題歌                                             |
| 2007年12月30日 | プリンセスナイトメア オリジナルサウンドトラック「万魔城の舞踏会」 | 片霧烈火 | 「東京ジオラマ」 | PCゲーム『Princess Nightmare』オープニングテーマ                                              |
| 2007年12月30日 | プリンセスナイトメア オリジナルサウンドトラック「万魔城の舞踏会」 | 片霧烈火 | 「悪夢の姫君」 | PCゲーム『Princess Nightmare』エンディングテーマ                                              |
| 2007年12月31日 | Dragon Valley -Misterio- <龍谷の幻想> | Barbarian On The Groove feat. 片霧烈火 | 「オメガスロープ」 |                                                                                               |
| 2008年1月25日  | ご主人様だ～いすき 公式通販特典OPマキシ 「(^3^)chu☆でれ☆らぷそでぃ」 | 片霧烈火 | 「(^3^)chu☆でれ☆らぷそでぃ」 | PCゲーム『ご主人様だ～いすき』主題歌                                                          |
| 2008年4月25日  | つよきす2学期 ORIGINAL SOUND TRACK | 片霧烈火 | 「親愛なる君と未来へ」 | PCゲーム『つよきす 2学期』エンディングテーマ                                                  |
| 2008年4月25日  | ULTIMATE A-STYLE | 片霧烈火 | 「Asgardh ～アスガルド～ (Ace Closer Trance Remix)」 |                                                                                               |
| 2008年5月11日  | Classics plus – 02 | Barbarian On The Groove feat. 片霧烈火 | 「丘陵想起」 |                                                                                               |
| 2008年5月23日  | BIFRONTE ～公界島奇譚～ オリジナルサウンドトラック | 片霧烈火 | 「暗がり篭ノ鳥」 | PCゲーム『BIFRONTE ～公界島奇譚～』エンディングテーマ                                         |
| 2008年5月25日  | Former Frontier 1+2 Facsimile-edition | 片霧烈火 | 「百花霊嵐～border of past and present」 |                                                                                               |
| 2008年6月27日  | ナツウタ2 ～きみと奏でる愛の歌～ | 片霧烈火 | 「後宮のタイヨウ」 「mermaid」 |                                                                                               |
| 2008年6月27日  | ナツウタ2 ～きみと奏でる愛の歌～ | 佳織みちる、片霧烈火、五條真由美、佐藤利奈、茶太、癒月                                                                                        | 「LOVE☆パラダイス」 |                                                                                               |
| 2008年7月26日  | SUMMER MIX Vol.02 | 片霧烈火 | 「どき☆どき☆ダウトゲーム」 |                                                                                               |
| 2008年7月26日  | Optimae | 片霧烈火 | 「そうさ、きっと」 「私にオ・マ・カ・セ メイデリカ」 |                                                                                               |
| 2008年8月6日   | Elements Garden | 片霧烈火 | 「Answer」 | PCゲーム『G線上の魔王』主題歌                                                                 |
| 2008年8月6日   | Elements Garden | 片霧烈火 | 「魂響」 | PCゲーム『魂響〜たまゆら〜』主題歌                                                            |
| 2008年8月16日  | ZODIAC OPテーマ 十二の祈り | MW | 「十二の祈り」 | PCゲーム『ZODIAC』主題歌                                                                      |
| 2008年8月16日  | El Fin De La Infancia 〜終焉と覚醒〜 | Barbarian On The Groove feat. 片霧烈火 | 「ハザマ」 |                                                                                               |
| 2008年8月16日  | sychedelic -Whisper- | 片霧烈火 | 「頬を伝う赤い雫」 |                                                                                               |
| 2008年8月16日  | Songs. | 片霧烈火 | 「祈りにも似た」 「Rio ～信じられない話はいつも貴方が運んでくる。～」 |                                                                                               |
| 2008年8月29日  | MARIONETTE ZERO オリジナルサウンドトラック | 片霧烈火 | 「アポフィロスライト」 | PCゲーム『MARIONETTE ZERO』主題歌                                                             |
| 2008年10月23日 | 白銀のソレイユ -Contract to the Future- 予約特典 「瑠璃の旋律＋Webラジオ特別編」                                                                                                   | 片霧烈火 | 「瑠璃の旋律」 | PS2ゲーム『白銀のソレイユ -Contract to the Future-』主題歌                                    |
| 2008年11月20日 | 恋する乙女と守護の楯 -The shield of AIGIS- ボーカルコレクションCD | 片霧烈火 | 「feeling, shining」 | PS2ゲーム『恋する乙女と守護の楯 〜The shield of AIGIS〜』エンディングテーマ                   |
| 2008年11月28日 | Alicesoft Sound Album Vol. 15 闘神都市Ⅲ | 片霧烈火 | 「get the regret over」 | PCゲーム『闘神都市III』主題歌                                                                 |
| 2008年11月28日 | さかあがりハリケーン サウンドトラック | 片霧烈火 | 「明日へ踏み出す僕らの詩」 | PCゲーム『さかあがりハリケーン 〜LET'S PILE UP OUR SCHOOL!〜』エンディングテーマ              |
| 2008年11月28日 | ちぇいすと☆ちぇいすっ! 予約キャンペーン特別CD 明るい歌と、悩ましい妹CD | 片霧烈火 | 「ちぇいすと☆ちぇいすっ!」 | PCゲーム『ちぇいすと☆ちぇいすっ!』オープニングテーマ                                          |
| 2008年11月28日 | ちぇいすと☆ちぇいすっ! 予約キャンペーン特別CD 明るい歌と、悩ましい妹CD | 片霧烈火 | 「愛のゆくえ」 | PCゲーム『ちぇいすと☆ちぇいすっ!』エンディングテーマ                                          |
| 2008年12月12日 | バンド+エイト 〜チェンバースオールスターズ〜 | 片霧烈火 & Riryka | 「紅のダイヤモンド」 |                                                                                               |
| 2008年12月12日 | バンド+エイト 〜チェンバースオールスターズ〜 | 片霧烈火 | 「僕と君と世界の終りと」 |                                                                                               |
| 2008年12月24日 | コラボレーションアルバム Message | 片霧烈火 × 古川もとあき | 「少年エトランゼ」 |                                                                                               |
| 2008年12月26日 | GWAVE 2008 1st Experience | 片霧烈火 | 「暗がり篭ノ鳥」 |                                                                                               |
| 2008年12月28日 | 水平線まで何マイル? SOUND TRACK | 片霧烈火 | 「Deep Blue Sky & Pure White Wings」 | PCゲーム『水平線まで何マイル? -Deep Blue Sky & Pure White Wings-』オープニングテーマ          |
| 2008年12月29日 | Sound of the golden witch | 片霧烈火 | 「あの日にふれたくて」 | PCゲーム『うみねこのなく頃に』関連曲                                                          |
| 2008年12月29日 | est | 片霧烈火、結月そら | 「Du Ney Cie」 |                                                                                               |
| 2008年12月29日 | est | 片霧烈火 | 「sixth Magic -unfinished Moon-」 「暗がり篭の鳥 -another-」 |                                                                                               |
| 2008年12月29日 | est | K.Juno、片霧烈火 | 「Let The Magic Play Little Tricks On You (REDALiCE Remix)」 |                                                                                               |
| 2009年1月23日  | 恋する乙女と守護の楯オリジナルサウンドトラック AIGIS | 片霧烈火 | 「feeling, shining」 | 恋する乙女と守護の楯 〜The shield of AIGIS〜』エンディングテーマ                              |
| 2009年1月23日  | 真・恋姫†無双 サウンドトラックCD 「天下三琴」 | 片霧烈火 | 「HE∀ting Sφul」 | PCゲーム『真・恋姫†無双 ～乙女繚乱☆三国志演義～』オープニングテーマ                           |
| 2009年1月23日  | 真・恋姫†無双 サウンドトラックCD 「天下三琴」 | 片霧烈火 | 「我等詠ウハ兵ノ道標」 | PCゲーム『真・恋姫†無双 ～乙女繚乱☆三国志演義～』挿入歌                                       |
| 2009年1月28日  | Atelier Vocal Historia 1997〜2009 | 片霧烈火 | 「Flowers In The Rain」 「タカラモノ」 |                                                                                               |
| 2009年2月27日  | Like a Butler AMP.net（グッドウィル）特典CD | 片霧烈火 | 「君にしか聞こえない声で」 | PCゲーム『Like a Butler』エンディングテーマ                                                   |
| 2009年3月4日   | Little Wing works album Thanksgiving | 片霧烈火 | 「Starry Eyes」 「TIME」 「未来へのおまじない」 「青いソラのおもいで」 |                                                                                               |
| 2009年3月27日  | 世界を征服するための、3つの方法 SOUNDTRACK | 片霧烈火 | 「Let's stand up, my honey!」 | PCゲーム『世界を征服するための、3つの方法』主題歌                                             |
| 2009年3月27日  | GIGA OPENING SOUNDTRACK 2005-2008 | 片霧烈火 | 「ふぉ～ちゅっ☆ブレッド♪」 「アルカディア・パレード」 |                                                                                               |
| 2009年3月27日  | echo. ORIGINALSOUND TRACK | 片霧烈火 | 「voyager」 | PCゲーム『echo.』オープニングテーマ                                                           |
| 2009年4月24日  | G線上の魔王 オリジナルサウンドコレクション | 片霧烈火 | 「Answer」 | PCゲーム『G線上の魔王』オープニングテーマ                                                     |
| 2009年4月28日  | BREAK - TEAM LEVIATHAN CHRONICLE / 全竜交渉部隊戦闘記録 | 片霧烈火 | 「おわくろv」 | 『おわくろv』イメージテーマソング                                                             |
| 2009年5月29日  | BALDSKY Dive1 "LostMemory" 挿入歌「Paradigm Shift」 | Barbarian On The Groove feat. 片霧烈火 | 「パラダイムシフト」 | PCゲーム『BALDR SKY Dive1 "Lost Memory"』挿入歌                                               |
| 2009年5月29日  | MR2プロジェクト | 片霧烈火 | 「道化師奇譚」 「パラレル・ブルー」 「Lies and Kiss」 |                                                                                               |
| 2009年5月29日  | MR2プロジェクト | 片霧烈火×Riryka×Mint | 「EXIT」 「約束～our precious time～」 |                                                                                               |
| 2009年5月29日  | Trample on "Schatten!!" SOUNDTRACK | 片霧烈火 | 「鏡の森」 | PCゲーム『Trample on “Schatten!!” 〜かげふみのうた〜』主題歌                                  |
| 2009年5月29日  | 花と乙女にサントラを 同梱特典CD | 片霧烈火 | 「Maiden's Garden」 | PCゲーム『花と乙女に祝福を』オープニングテーマ                                                |
| 2009年5月29日  | 花と乙女にサントラを 同梱特典CD | 片霧烈火 | 「ひみつのストーリー」 | PCゲーム『花と乙女に祝福を』エンディングテーマ                                                |
| 2009年6月3日   | COURSE | 片霧烈火 | 「いつまで君を願い続けたら」 |                                                                                               |
| 2009年6月26日  | 蠅声ノ王 シナリオII オリジナルサウンドトラック | 片霧烈火 | 「Kill the world」 | PCゲーム『蠅声の王 シナリオII』オープニングテーマ                                             |
| 2009年6月26日  | 蠅声ノ王 シナリオII オリジナルサウンドトラック | 片霧烈火 | 「Eternal kiss」 | PCゲーム『蠅声の王 シナリオII』エンディングテーマ                                             |
| 2009年6月26日  | GWAVE 2008 2nd Experience | 片霧烈火 | 「Deep Blue Sky & Pure White Wings」 「HE∀ting Sφul」 |                                                                                               |
| 2009年8月14日  | SCHATTEN REVOLUTION 同梱特典 ボーカルマキシCD | 片霧烈火 | 「鏡の森」 | PCゲーム『Trample on “Schatten!!” 〜かげふみのうた〜』主題歌                                  |
| 2009年8月14日  | GO AHEAD - TEAM LEVIATHAN CHRONICLE / 全竜交渉部隊戦闘記録 | 片霧烈火 | 「月吼」 | ライトノベル『終わりのクロニクル』関連曲                                                      |
| 2009年8月14日  | レッスルエンジェルス サバイバー2 オリジナルサウンドトラック | 片霧烈火 | 「プレリュード」 | PCゲーム『レッスルエンジェルス サバイバー2』主題歌                                            |
| 2009年8月15日  | ZODIAC Original Soundtrack | MW | 「十二の祈り -Short Ver.-」 「十二の祈り」 |                                                                                               |
| 2009年8月15日  | うみねこのなく頃に musicbox Blue | 片霧烈火 | 「TSUBASA」 | PCゲーム『うみねこのなく頃に』エンディングテーマ                                              |
| 2009年8月15日  | うみねこのなく頃に musicbox Blue | 片霧烈火 | 「あの日にふれたくて (short version)」 | PCゲーム『うみねこのなく頃に』関連曲                                                          |
| 2009年8月15日  | 黄金シンドローム | 片霧烈火 | 「Happy Maria! -BAND ARRANGE-」 | PCゲーム『うみねこのなく頃に』関連曲                                                          |
| 2009年8月15日  | 空の境界 イメージサウンドアルバム VERIDICAL FACTOR | 片霧烈火 | 「これは最期の遊覧飛行」 「これは此処に在るという叫び」 「これは空虚すぎる覚醒」 「これは矛盾に塗れた祈り」 「これは哀れが過ぎる蓄憶機」 「それは、何時かの先への約束」 「それは―ジャケット越しの細帯―」     | ライトノベル『空の境界』関連曲                                                                |
| 2009年8月26日  | ANIME HOUSE PROJECT ～神曲 selection vol.1～ | 片霧烈火 | 「鳥の詩」 | Liaのカヴァー                                                                                 |
| 2009年8月28日  | AXLボーカルソング集2 Shift Up | 片霧烈火 | 「君にしか聞こえない声で」 |                                                                                               |
| 2009年9月2日   | Elements Garden II 〜TONE CLUSTER〜 | 片霧烈火 | 「アルカディア・パレード」 |                                                                                               |
| 2009年9月18日  | Alicesoft Sound Album Vol. 18 ももいろガーディアン | 片霧烈火 | 「ときめき☆ガーディアン」 | PCゲーム『ももいろガーディアン』主題歌                                                        |
| 2009年11月25日 | ANIME HOUSE PROJECT ～神曲selection vol.2～ | 片霧烈火 | 「Cagayake!GIRLS」 | 桜高軽音部のカヴァー                                                                          |
| 2009年11月27日 | BALDR SKY コンプリートサウンドトラック caelum sonare | Barbarian On The Groove feat. 片霧烈火 | 「パラダイムシフト」 | PCゲーム『BALDR SKY Dive1 "Lost Memory"』挿入歌                                               |
| 2009年11月27日 | BALDR SKY コンプリートサウンドトラック caelum sonare | Barbarian On The Groove feat. 片霧烈火 | 「Nano Universe (Short Ver.)」 | PCゲーム『BALDR SKY Dive2 "RECORDARE"』エンディングテーマ                                     |
| 2009年11月27日 | SUPER SHOT -美少女ゲームリミックスコレクション- | 片霧烈火 | 「HE∀tingSφul (DJ SHIMAMURA's H∀RDCφR3 R3mix)」 「Answer (Emotional MEGA Beat Remix)」 |                                                                                               |
| 2009年12月18日 | Eternal Sky ～悠久の空の彼方～ 同梱特典 サントラCD | 片霧烈火 | 「未明空の下で」 | PCゲーム『Eternal Sky ～悠久の空の彼方～』エンディングテーマ                                  |
| 2009年12月23日 | うみねこのなく頃に イメージアルバム ROKKENJIMA in LOVE | 片霧烈火 | 「金色の夜想曲 ～Golden Nocturne～」 | テレビアニメ『うみねこのなく頃に』関連曲                                                      |
| 2009年12月29日 | BALDRSKY Dive2 "RECORDARE" エンディングテーマ 'Nano Universe' | Barbarian On The Groove feat. 片霧烈火 | 「Nano Universe」 | PCゲーム『BALDR SKY Dive2 "RECORDARE"』エンディングテーマ                                     |
| 2009年12月29日 | 空想活劇 | 片霧烈火 | 「異端狂謳、美喰樂。」 |                                                                                               |
| 2009年12月30日 | op.Comrade | Barbarian On The Groove feat. 片霧烈火 | 「守るべきモノとは」 |                                                                                               |
| 2009年12月30日 | 月夜の道化師よ、狂乱に嗤え。 | 片霧烈火 | 「クロエントリア・カーニヴァル!」 「鞦韆小歌劇」 「わたしがあなたに願うこと」 「静なる海」 |                                                                                               |
| 2009年12月30日 | Sacred Factor | 片霧烈火 | 「Fractal Cage」 |                                                                                               |
| 2009年12月30日 | THE SACRED MUSIC/FATE | 片霧烈火 | 「The Sacred Treasures」 |                                                                                               |
| 2009年12月30日 | WHITE MUTATION | Tatsh feat. 片霧烈火 | 「Black MUTATION」 |                                                                                               |
| 2010年1月27日  | 珠洲ノ宮 〜SUZUNO=MIYA Ar tonelico III hymmnos concert side. 紅〜 | 片霧烈火 | 「METHOD_HYMMELI/.」 |                                                                                               |
| 2010年1月27日  | 高橋名人伝説 -魂の16連射- | 高橋名人 & 片霧烈火 | 「Gioco amore!」 |                                                                                               |
| 2010年2月19日  | 桜の舞う頃に ～卒業アルバム第一楽章～ | 片霧烈火 | 「わたしの「さよなら」。」 |                                                                                               |
| 2010年3月14日  | EastNewSoundBest vol.1 | 片霧烈火 | 「Fractal Cage」 |                                                                                               |
| 2010年3月14日  | 流麗祭彩2 | 片霧烈火 | 「妖狐仙楽踏」 |                                                                                               |
| 2010年3月26日  | Barbarian On The Groove Works Collection | Barbarian On The Groove feat. 片霧烈火 | 「ラブ・パラダイス」 | PCゲーム『W.L.O.世界恋愛機構 未来のために、いま恋をしよう。』オープニングテーマ               |
| 2010年5月26日  | Precious Road ～わたしだけの地図～ | 片霧烈火 | 「永遠ロードマップ」 |                                                                                               |
| 2010年5月26日  | Precious Road ～わたしだけの地図～ | 片霧烈火、霜月はるか、茶太、Rita、癒月、髙山ゆうこ                                                                                            | 「Precious Road」 |                                                                                               |
| 2010年5月28日  | リアル妹がいる大泉くんのばあい 予約特典 Complete Soundtrack | 片霧烈火 | 「your little sister」 | PCゲーム『リアル妹がいる大泉くんのばあい』オープニングテーマ                                  |
| 2010年5月28日  | リアル妹がいる大泉くんのばあい 予約特典 Complete Soundtrack | 片霧烈火 | 「Dear My Precious」 | PCゲーム『リアル妹がいる大泉くんのばあい』エンディングテーマ                                  |
| 2010年6月25日  | bitter smile. 初回特典 Original Soundtrack Smile Harmony | 片霧烈火 | 「とびきりスマイル」 | PCゲーム『bitter smile.』エンディングテーマ                                                   |
| 2010年6月25日  | 真・恋姫†無双 劇伴集 | 片霧烈火 | 「闘艶結義 〜トウエンノチカイ〜 (TV-size)」 | テレビアニメ『恋姫†無双』オープニングテーマ                                                   |
| 2010年6月25日  | ナルキッソス〜もしも明日があるなら〜 Vocal Album | 片霧烈火 | 「優しい拒絶」 | PCゲーム『ナルキッソス』関連曲                                                                |
| 2010年6月25日  | SUPER SHOT2 -美少女ゲームリミックスコレクション- | Barbarian On The Groove feat. 片霧烈火 | 「ラブ・パラダイス (WONDERLAND2017 REMIX)」 |                                                                                               |
| 2010年7月21日  | W.L.O. 世界恋愛機構 ボーカルコレクション | Barbarian On The Groove feat. 片霧烈火 | 「ラブ・パラダイス」 | PCゲーム『W.L.O.世界恋愛機構 未来のために、いま恋をしよう。』オープニングテーマ               |
| 2010年7月21日  | W.L.O. 世界恋愛機構 ボーカルコレクション | 片霧烈火 | 「VIVA! W.L.O.!! -弱気なキミに捧げる応援歌-」 | PCゲーム『W.L.O.世界恋愛機構 未来のために、いま恋をしよう。』挿入歌                           |
| 2010年7月21日  | W.L.O. 世界恋愛機構 ボーカルコレクション | 片霧烈火 | 「My fairytale」 | PCゲーム『W.L.O.世界恋愛機構 未来のために、いま恋をしよう。』アリサエンディングテーマ         |
| 2010年7月23日  | 真・恋姫†無双 ～萌将伝～ オリジナルサウンドトラック 天命祭歌 | 片霧烈火 | 「The (END) of KH✝MS」 | PCゲーム『真・恋姫†無双 〜萌将伝〜』主題歌                                                    |
| 2010年7月30日  | GWAVE 2009 2nd Ace | 片霧烈火 | 「ときめき☆ガーディアン」 |                                                                                               |
| 2010年7月30日  | MR2プロジェクト Close Encounters of the 2nd Kind | 片霧烈火×Riryka×Mint | 「UNDO」 「Vibration」 「River's Edge」 |                                                                                               |
| 2010年7月30日  | MR2プロジェクト Close Encounters of the 2nd Kind | 片霧烈火×Mint | 「Sunny Rain」 |                                                                                               |
| 2010年7月30日  | MR2プロジェクト Close Encounters of the 2nd Kind | 片霧烈火 | 「Casino the Revenger.」 「鍵」 |                                                                                               |
| 2010年8月13日  | Sisters Alcot Vocal collection. Vol.3 | 片霧烈火 | 「your little sister」 | PCゲーム『リアル妹がいる大泉くんのばあい』オープニングテーマ                                  |
| 2010年8月13日  | Sisters Alcot Vocal collection. Vol.3 | 片霧烈火 | 「Dear My Precious」 | PCゲーム『リアル妹がいる大泉くんのばあい』エンディングテーマ                                  |
| 2010年8月13日  | ALL SEASON MIX BEST | 片霧烈火 | 「しらゆき」 「どき☆どき☆ダウトゲーム」 |                                                                                               |
| 2010年8月14日  | RED | 片霧烈火 | 「耳を塞げば」 |                                                                                               |
| 2010年8月14日  | ぼくらにできることの、ひとつ。 | 片霧烈火 | 「ごあいさつに代えて-」 「ふにふにびより」 「脆弱なる祷り‡贖いの鎮魂歌」 「憂愁色の独白」 「なみだのしかく」 「ぼくらにできることの、ひとつ。」                                                              |                                                                                               |
| 2010年8月14日  | 暁 -DAWN- | 片霧烈火 | 「Notion Divider」 |                                                                                               |
| 2010年8月25日  | 紫電 ～円環の絆～ オリジナルサウンドトラック | Barbarian On The Groove feat. 片霧烈火 | 「愛という名の奇跡」 | PCゲーム『紫電 〜円環の絆〜』エンディングテーマ                                               |
| 2010年8月27日  | flourish ～from iyunaline to solfa 3～ | 片霧烈火 | 「駆け抜ける世界」 |                                                                                               |
| 2010年9月22日  | Elements Garden III -phenomena- | 片霧烈火 | 「色に出でにけりわが恋は」 |                                                                                               |
| 2010年9月22日  | BALDR SKY DiveX Original Sound Track "Melodious Sky" | 片霧烈火 | 「楽園のメタファー (short ver.)」 | PCゲーム『BALDR SKY DiveX "DREAM WORLD"』オープニングテーマ                                   |
| 2010年9月22日  | L@ve once 初回盤特典CD GAME SOUNDTRACKS | 片霧烈火 | 「way to my love」 | PSPゲーム『L@ve once』オープニングテーマ                                                      |
| 2010年9月22日  | L@ve once 初回盤特典CD GAME SOUNDTRACKS | 片霧烈火 | 「貝殻の記憶」 | PSPゲーム『L@ve once』エンディングテーマ                                                      |
| 2010年10月28日 | 車輪の国、向日葵の少女 初回盤特典 主題歌CD | 片霧烈火 | 「白日夢」 | Xbox 360用ゲーム『車輪の国、向日葵の少女』オープニングテーマ                                  |
| 2010年11月10日 | アルトネリコ ヒュムノス ミュージカル ココナ ～二つの想い 二つの詩～ | ココナ feat. 片霧烈火 | 「故郷へ…」 「METHOD_HYMME_GRANZERO=SPEAR/.」 |                                                                                               |
| 2010年11月10日 | アリスボーカルコレクション | 片霧烈火 | 「Guardian of engagement」 「Interval of live and death」 「say your prayer -alivo ver.-」 |                                                                                               |
| 2010年11月26日 | Alicesoft Sound Album Vol.20 しゃーまんず・さんくちゅあり | 片霧烈火 | 「say your prayer」 | PCゲーム『しゃーまんず・さんくちゅあり -巫女の聖域-』オープニングテーマ                       |
| 2010年11月26日 | Requiem ～best Collection Ⅱ～ / love solfege | 片霧烈火 | 「to the boundless ocean」 |                                                                                               |
| 2010年12月24日 | GWAVE 2010 1st Grace | 片霧烈火 | 「色に出でにけり わが恋は」 |                                                                                               |
| 2010年12月29日 | BALDR Vocal Collection | Barbarian On The Groove feat. 片霧烈火 | 「パラダイムシフト」 「Nano Universe」 「楽園のメタファー」 |                                                                                               |
| 2010年12月29日 | SUPER SHOT3 -美少女ゲームリミックスコレクション- | 片霧烈火 | 「The (END) of KH✝MS (REDALiCE Remix)」 |                                                                                               |
| 2010年12月31日 | 狼ニ至ル病 | 片霧烈火 | 「アンヘジテイト」 「エルヴス賛歌」 「狼二到ル病」 「追走、墜狂」 「不透明な線路」 |                                                                                               |
| 2010年12月31日 | Indigo オリジナル・サウンドトラック | 片霧烈火 | 「蒼の行方」 | PCゲーム『Indigo』オープニングテーマ                                                          |
| 2011年1月28日  | 黙って私のムコになれ! 初回特典サウンドトラックCD | 片霧烈火 | 「一生モノ☆」 | PSPゲーム『黙って私のムコになれ!』オープニングテーマ                                          |
| 2011年1月28日  | 黙って私のムコになれ! 初回特典サウンドトラックCD | 片霧烈火 | 「DREAM」 | PSPゲーム『黙って私のムコになれ!』エンディングテーマ                                          |
| 2011年1月30日  | アリスボーカルコレクション | 榊原ゆい & 片霧烈火 | 「Love&Kiss」 | 『あかべぇそふとつぅLive2011』テーマソング                                                    |
| 2011年1月31日  | あかべぇそふとつぅ 5years Anniversary Song Collection | 片霧烈火 | 「魂響」 「心ノ在リ処」 「Answer」 |                                                                                               |
| 2011年2月23日  | アルトネリコ ヒュムノス ミュージカル ボーカルミニアルバム ～ココナ～ | ココナ feat. 片霧烈火 | 「故郷へ...」 「METHOD_HYMME_GRANZERO=SPEAR/.」 |                                                                                               |
| 2011年2月24日  | ULTRA RELOAD Vol.1 feat. あかべぇそふとつぅ | 片霧烈火 | 「魂響 (JAKAZiD's AKABEi HARD5 Remix)」 「紅空恋歌 (DJ Shimamura's Drum'n'Bass Remix)」 「少年少女よ、大志を抱け (TANUKI Remix)」 「VIVA! W.L.O.!! -弱気なキミに捧げる応援歌- (DJ SHARPNEL hardrave remix)」 |                                                                                               |
| 2011年4月7日   | プリンセスフロンティアポータブル ボーカルコレクションCD | 片霧烈火 | 「Draw a tomorrow」 | PSP用ゲーム『Princess Frontier Portable』アルエグランドエンディングテーマ                     |
| 2011年4月27日  | サクラの空と、君のコト スペシャルディスク | 片霧烈火 | 「Dolce」 | PCゲーム『サクラの空と、君のコト 〜Sweet Petals For My Dear〜』エンディングテーマ             |
| 2011年4月28日  | ALICESOFT B.G.M Festival#0 Anniversary CD | 片霧烈火 | 「get the regret over -ver. 2011-」 |                                                                                               |
| 2011年5月1日   | Symphonic Tarantella "Lily" -幻想円舞曲 夏水仙- | 片霧烈火 | 「蒼雷の剣」 |                                                                                               |
| 2011年5月4日   | Chords＼bermei.inazawa collection | 片霧烈火 | 「饗旺ノ烈火」 「纏」 「贈火」 「纏イ、踊ル」 「誰そ彼」 |                                                                                               |
| 2011年5月6日   | ORANGE CANDY BOX -Angel Note Best Collection 8- | 片霧烈火 | 「Dear My Precious」 | PCゲーム『リアル妹がいる大泉くんのばあい』エンディングテーマ                                  |
| 2011年6月29日  | doll ～歌姫 Complete Box | 片霧烈火 | 「恋するぼくら」 「ワルツ」 |                                                                                               |
| 2011年7月8日   | FLYING ARTILLERIST - get ready, already. | 片霧烈火 | 「春風遙々」 「ユキノウタカタ」 「黒イ猫ノ奇イナル譚」 「妖狐仙楽踏、狂えるほどに。」 「No.3」 |                                                                                               |
| 2011年7月27日  | さかあがりハリケーン Portable マキシシングル CD | 片霧烈火 | 「明日へ踏み出す僕らの詩」 | PSP用ゲーム『さかあがりハリケーン Portable』エンディングテーマ                                |
| 2011年7月29日  | GWAVE 2010 2nd Grace | 片霧烈火 | 「say your prayer」 |                                                                                               |
| 2011年8月13日  | Dear Golden Witch ～うみねこのなく頃に ラック眼力作品集～ | 片霧烈火 | 「あの日にふれたくて」 | PCゲーム『うみねこのなく頃に』関連曲                                                          |
| 2011年8月13日  | 隻眼のエデン -A.D.2109- "Eden", the One-eyed | 片霧烈火 | 「2109 after」 「ola grande」 |                                                                                               |
| 2011年8月13日  | Straight Feelings | SHIKI feat. 片霧烈火 | 「Straight Feelings」 | PCゲーム『Trif』オープニングテーマ                                                            |
| 2011年9月22日  | Princess Frontier original soundtrack Polka | 片霧烈火 | 「Draw a tomorrow」 | PSP用ゲーム『Princess Frontier Portable』アルエグランドエンディングテーマ                     |
| 2011年9月22日  | Barbarian On The Groove Works Collection 2nd | Barbarian On The Groove feat. 片霧烈火 | 「パラダイムシフト」 「楽園のメタファー」 「Nano Universe」 |                                                                                               |
| 2011年9月22日  | シュクレ コンプリートサウンドトラック ～Secret tea party～ | 片霧烈火 | 「Eternity」 | PCゲーム『シュクレ ～sweet and charming time for you.～』エンディングテーマ                   |
| 2011年9月30日  | 黙って私のムコになれ! ドラマCD＋ボーカルコレクション ｢ライバルは義理の妹!?～玲央奈お義姉さまの悪戦苦闘な一日～｣                                                                    | 片霧烈火 | 「Maiden's Garden」 「ひみつのストーリー」 「Bloom of your dream」 「一生モノ☆」 「DREAM」 | PCゲーム『黙って私のムコになれ!』関連曲                                                       |
| 2011年10月31日 | & GOTHIKA | 片霧烈火 | 「アンジェリカ」 |                                                                                               |
| 2011年10月31日 | GWAVE SuperFeature's vol.20 WOM -organization- | 片霧烈火 | 「流砂の道」 「ツカズハナレズ」 「流砂の道～WOM Straight Remix」 |                                                                                               |
| 2011年11月19日 | Link ∞ Infinite | TRI-ReQ feat. 片霧烈火 & 竹内純 | 「1/20000の幸せ」 |                                                                                               |
| 2011年12月22日 | アリスライブアレンジコレクション ver.Chaos Party Special 2011 | 片霧烈火 | 「ときめき☆ガーディアン ver.2011」 |                                                                                               |
| 2011年12月29日 | Strawberry Nauts 初回特典CD Arrange+ | 片霧烈火 | 「夜明けの星空 -short ver.-」 | PCゲーム『Strawberry Nauts』挿入歌                                                            |
| 2011年12月30日 | 酣歌 Vol.1 | 片霧烈火 | 「天宙ヲ巡レヨ黒ノ龙」 |                                                                                               |
| 2011年12月31日 | 子午線のパラディドル -THE MERIDIAN PARADIDDLE- ～隻眼のエデン -A.D.2109-～ 2nd season                                                                                              | 片霧烈火 | 「THE SEVENTH GEAS」 「THE ENGRAVED」 「SUSANOWO SYSTEM -rune of Sun disk-」 |                                                                                               |
| 2012年1月27日  | SUPER SHOT4 -美少女ゲームリミックスコレクション- | 片霧烈火 | 「色に出でにけり わが恋は (JAKAZiD's 虹色の顔 Remix)」 |                                                                                               |
| 2012年1月31日  | あかべぇそふとつぅ 5years Anniversary Song Collection | 片霧烈火 | 「魂響」 「心ノ在リ処」 「Answer」 |                                                                                               |
| 2012年2月24日  | AXLボーカルソング集3 Flat out | solfa feat. 片霧烈火 | 「ずっと一緒に」 | PCゲーム『かしましコミュニケーション』エンディングテーマ                                      |
| 2012年3月23日  | 戯画オープニングサウンドトラック2009～2012 | 片霧烈火 | 「楽園のメタファー」 | PCゲーム『BALDR SKY DiveX "DREAM WORLD"』オープニングテーマ                                   |
| 2012年5月30日  | Strawberry Feels～ストロベリー・フィールズ～ Soundtrack 「Sweet&Sour」 | 片霧烈火 | 「Mind Resolution -short ver.-」 | PCゲーム『Strawberry Feels 〜ストロベリー・フィールズ〜』オープニングテーマ                   |
| 2012年5月30日  | 乙女が紡ぐ恋のキャンバス オリジナルサウンドトラック | 片霧烈火 | 「Color World」 | PCゲーム『乙女が紡ぐ恋のキャンバス』オープニングテーマ                                        |
| 2012年4月4日   | CLOCK ZERO ～終焉の一秒～ SONG COLLECTION 「Beautiful World」 | 片霧烈火 | 「Judgment」 | PS2用ソフト『CLOCK ZERO ～終焉の一秒～』有心会イメージソング                                  |
| 2012年4月27日  | ふたりはマイエンジェル☆ Original Soundtrack & Original DramaCD | 片霧烈火 | 「Apocalypse」 | PCゲーム『ふたりはマイエンジェル☆』主題歌                                                     |
| 2012年4月27日  | ゆきいろ ～空に六花の住む町～ 予約特典 Original Maxi CD | 片霧烈火 | 「星雪と踊る」 | PCゲーム『ゆきいろ 〜空に六花の住む町〜』挿入歌                                               |
| 2012年4月30日  | Chain ～幻想邂逅録～ | 片霧烈火 | 「邂逅ファンタジア」 「MA☆RI☆SA☆I☆RO」 「seasons」 「Scarlet Moon」 |                                                                                               |
| 2012年5月25日  | SystemSoft Alpha & unicorn-a Vocal Collection Vol.1 | 片霧烈火 | 「ツワモノガタリ」 | PCゲーム『三極姫 ～乱世、天下三分の計～』オープニングテーマ                                   |
| 2012年5月31日  | つよきすボーカルコレクション | 片霧烈火 | 「親愛なる君と未来へ」 | PCゲーム『つよきす 2学期』エンディングテーマ                                                  |
| 2012年6月22日  | SystemSoft Alpha & unicorn-a Vocal Collection Vol.2 | 片霧烈火 | 「真命ノ仁義」 | PS Vitaゲーム『三極姫2 天下覇統・獅志の継承者』主題歌                                         |
| 2012年6月22日  | SystemSoft Alpha & unicorn-a Vocal Collection Vol.2 | 片霧烈火 | 「戦誓ノ謳」 | PCゲーム『三極姫2 ～天地大乱・乱世に煌く新たな覇龍～』主題歌                                  |
| 2012年6月29日  | Dolphin Divers げっちゅ屋特典CD 「エルナ・シェールエンディング曲」 | 片霧烈火 | 「海と宇宙のストーリー」 | PCゲーム『Dolphin Divers』エルナエンディングテーマ                                            |
| 2012年8月11日  | 東方少女歌劇団 お披露目CD | 片霧烈火、井上みゆ、miko | 「ようこそ！少女歌劇団へ（仮）」 「ようこそ！少女歌劇団へ Remix」 |                                                                                               |
| 2012年8月11日  | 酣歌 Vol.2 | 片霧烈火 | 「混濁壊乱ブルー」 |                                                                                               |
| 2012年8月11日  | ひぐらしのなく頃に10周年記念CD -you & history- | 片霧烈火 | 「TSUBASA -Game size-」 | PCゲーム『うみねこのなく頃に』エンディングテーマ                                              |
| 2012年8月11日  | MYTH Original Soundtrack | 片霧烈火 | 「神々の歌」 | PCゲーム『MYTH』エンディングテーマ                                                            |
| 2012年8月12日  | 真実のウトナピシュテム -THE TRUE UTNAPISHTIM- ～隻眼のエデン -A.D.2109-～ 3rd season                                                                                               | 片霧烈火 | 「MARDUK -ANATHEMA-」 「LAHMU -WATER-」 |                                                                                               |
| 2012年12月5日  | FINAL FANTASY TRIBUTE ～THANKS～ | 植松伸夫 | 「オープニング・テーマ～プレリュード～メイン・テーマ～街～カオスの神殿～マトーヤの洞窟～戦闘シーン～勝利～エンディング・テーマ」                                                                             | コーラスに参加                                                                                |
| 2012年12月31日 | Gate of AVALON | 片霧烈火 | 「Gae Dearg」 「Knight of Honor」 |                                                                                               |
| 2012年12月31日 | Gate of AVALON | 片霧烈火、リリィ | 「Enuma Elish」 |                                                                                               |
| 2013年1月18日  | applique Song Collection -黄昏の先にのぼる明日- | 片霧烈火 | 「見上げた空に落ちていく」 「あなたに、いちばん、つたえたいこと。」 | PCゲーム『見上げた空におちていく』主題歌                                                      |
| 2013年1月18日  | applique Song Collection -黄昏の先にのぼる明日- | Barbarian On The Groove feat. 片霧烈火 | 「Gracias」 | PCゲーム『黄昏の先にのぼる明日 -あっぷりけFanDisc-』主題歌                                    |
| 2013年2月15日  | アリスサウンドアルバム Vol.23 パステルチャイム3 バインドシーカー | 片霧烈火 | 「THE BIND SEEKER」 | PCゲーム『パステルチャイム3 バインドシーカー』オープニングテーマ                              |
| 2013年2月27日  | ココロコネクト オリジナルサウンドトラック3 カコランダム&ミチランダム オープニング主題歌『キミリズム』／カコランダム エンディング主題歌『Salvage』／ドラマCD3『思い出さがしの一日』 | Team.ねこかん【猫】 feat. 片霧烈火 | 「Salvage」 | テレビアニメ『ココロコネクト』エンディングテーマ                                              |
| 2013年4月3日   | MANYO WORKS BEST!! | 片霧烈火 | 「そらの隙間」 | PCゲーム『車輪の国、向日葵の少女』挿入歌                                                      |
| 2013年4月3日   | MANYO WORKS BEST!! | 片霧烈火 | 「only one secret」 | PCゲーム『Stay ever... 〜約束なんてできない〜』エンディングテーマ                             |
| 2013年5月31日  | あいこみゅ!! -IDOL Communication- キャラクターソングアルバム | solfa feat. 霜月はるか＋茶太＋片霧烈火 | 「go ahead!」 | PCゲーム『あいこみゅ!! -IDOL Communication-』主題歌                                           |
| 2013年5月31日  | あいこみゅ!! -IDOL Communication- キャラクターソングアルバム | solfa feat. 片霧烈火 | 「go ahead! -片霧烈火 version-」 | PCゲーム『あいこみゅ!! -IDOL Communication-』主題歌                                           |
| 2013年8月12日  | 蓋然性進化論 II | love solfege feat. 片霧烈火、Jenya、真理絵、綾野えいり                                                                                        | 「ever song」 |                                                                                               |
| 2013年8月30日  | solfa works best album chronicle 〜dog side〜 | solfa feat. 片霧烈火 | 「Draw a tomorrow」 | PSP用ゲーム『Princess Frontier Portable』アルエグランドエンディングテーマ                     |
| 2013年8月30日  | solfa works best album chronicle 〜dog side〜 | solfa feat. 霜月はるか＋茶太＋片霧烈火 | 「go ahead!」 | PSP用ゲーム『Princess Frontier Portable』アルエグランドエンディングテーマ                     |
| 2013年8月30日  | solfa works best album chronicle 〜cat side〜 | 片霧烈火 | 「君にしか聞こえない声で」 | PCゲーム『Like a Butler』エンディングテーマ                                                   |
| 2013年9月20日  | project lights Best Collection -Vol.01- | 片霧烈火 | 「星雪と踊る」 | PCゲーム『ゆきいろ 〜空に六花の住む町〜』挿入歌                                               |
| 2013年9月27日  | ゆきいろ オリジナルサウンドトラック | 片霧烈火 | 「星雪と踊る」 | PCゲーム『ゆきいろ 〜空に六花の住む町〜』挿入歌                                               |
| 2013年10月27日 | 刻まれし悠久のアタラクシア | 片霧烈火 | 「神界に刻まれし祝福」 |                                                                                               |
| 2013年10月31日 | Barbarian On The Groove Works Collection 4th | Barbarian On The Groove feat. 片霧烈火 | 「Gracias」 「愛という名の奇跡」 |                                                                                               |
| 2013年11月2日  | 月影の鎖 サウンドトラック | 片霧烈火 | 「月影ニ契ギル」 | PSP用ソフト『月影の鎖 -錯乱パラノイア-』オープニングテーマ                                    |
| 2013年11月2日  | 月影の鎖 サウンドトラック | 片霧烈火 | 「黎明ヲ待チテ」 | PSP用ソフト『月影の鎖 -錯乱パラノイア-』エンディングテーマ                                    |
| 2013年12月27日 | GWAVE 2013 1st Progress | 片霧烈火 | 「THE BIND SEEKER」 | PCゲーム『パステルチャイム3 バインドシーカー』オープニングテーマ                              |
| 2013年12月29日 | WILLPLUS ENDING CARNIVAL CD | 片霧烈火 | 「いとしさの糸」 「DREAM」 |                                                                                               |
| 2013年12月30日 | 「陽はまた昇る」 | 片霧烈火 | 「遥か遠き」 「鉄底海峡に陽は沈む」 「陽はまた昇る」 |                                                                                               |
| 2013年12月30日 | 「陽はまた昇る」 | 片霧烈火、中恵光城、℃iel、憐歌 | 「宗谷海峡・冬景色」 |                                                                                               |
| 2013年12月31日 | 宙を巡る君へ | 片霧烈火 | 「レトロ・ボイジャー」 |                                                                                               |
| 2014年1月31日  | WHITESOFT ボーカルコレクション Vol.1 | 片霧烈火 | 「Happy Float」 | PCゲーム『ラブライド・イヴ』エンディングテーマ                                                |
| 2014年3月27日  | 彼女はオレからはなれない オリジナルサウンドトラック オレの耳からはなれない | 片霧烈火 | 「らぶらぶ☆れぼるーしよんなう!」 | PPCゲーム『彼女はオレからはなれない』オープニングテーマ                                       |
| 2014年3月28日  | BALDRSKY ZERO2 Reboot oN/↓0 | 片霧烈火 | 「征野にて誓う」 | PCゲーム『BALDR SKY "ZERO" 2』エンディングテーマ                                              |
| 2014年4月27日  | berpop melodies & Remixies vol.2 | 片霧烈火 | 「ALL OF US (ESTi mix)」 |                                                                                               |
| 2014年4月27日  | Game Music Prayer II | 片霧烈火 | 「マイコンのうた」 |                                                                                               |
| 2014年4月27日  | Road | Eryps feat. 片霧烈火 | 「Road」 「Need」 |                                                                                               |
| 2014年7月24日  | HOOKSOFT Vocal Collection My Little Stars | 片霧烈火 | 「夜明けの星空」 | PCゲーム『Strawberry Nauts』挿入歌                                                            |
| 2014年8月15日  | コミックマーケット86「戯画セット'14夏」同梱品 BALDRSKY COMPLETE VOCAL COLLECTION                                                                                                   | Barbarian On The Groove feat. 片霧烈火 | 「パラダイムシフト」 | PCゲームシリーズ『BALDRSKY』関連曲                                                            |
| 2014年8月15日  | コミックマーケット86「戯画セット'14夏」同梱品 BALDRSKY COMPLETE VOCAL COLLECTION                                                                                                   | 片霧烈火 | 「Nano Universe」 「楽園のメタファー」 「征野にて誓う」 | PCゲームシリーズ『BALDRSKY』関連曲                                                            |
| 2014年7月24日  | プチリズム キュン! | 片霧烈火 | 「学校行きたくないンゴ」 |                                                                                               |
| 2014年8月29日  | PRIMAL×HEARTS キャラクターソングアルバム | solfa feat. 片霧烈火 | 「Dear」 | PCゲーム『PRIMAL×HEARTS』陽姫エンディングテーマ                                               |
| 2014年11月24日 | memoria vol.2 | 片霧烈火 | 「delusion」 |                                                                                               |
| 2014年11月28日 | CHUNITHM SPECIAL PROMOTION CD | 片霧烈火オンザみんマンション | 「GO!GO!ラブリズム♥」 | アーケード音楽ゲーム『チュウニズム』提供曲                                                    |
| 2014年12月28日 | あかべぇそふとつぅ10周年記念 ベストソングCD オーケストラアレンジ | 片霧烈火 | 「魂響 - All the Ouverture」 「Answer - Symphonic "Lucifer"」 「紅空恋歌 - Orchestra of Sunflower」 |                                                                                               |
| 2014年12月28日 | あかべぇそふとつぅ10周年記念ベストソングCD[エレクトロニックミュージックアレンジver.]                                                                                               | 片霧烈火 | 「魂響 (J-CORE Remix)」 「Answer (Symphonic Beats Remix)」 「紅空恋歌 (Chillstep Remix)」 |                                                                                               |
| 2014年12月28日 | あかべぇそふとつぅ10周年記念ベストソングCD[ジャズロック&シャッフルアレンジver.] | 片霧烈火 | 「魂響 - Open the 'AKABEi JAZZ CONCERT'」 「Answer - Jazz Rock feat. Lucifer」 「紅空恋歌 - Slow Jazz」 |                                                                                               |
| 2014年12月30日 | 150 | 片霧烈火、森永桐子 | 「大江戸警察MK5」 |                                                                                               |
| 2014年12月30日 | 150 | 片霧烈火 | 「みずほ」 「お嬢様は紅茶がお好き koutaq mix」 |                                                                                               |
| 2014年12月30日 | 黒白のサクラメンタム | 片霧烈火 | 「黒白のサクラメンタム」 「白き信念の光」 |                                                                                               |
| 2014年12月30日 | 電気鋸月想曲 | 片霧烈火 | 「インターセクション」 「蒼い月」 |                                                                                               |
| 2014年12月30日 | Never feat.茶太｜珠梨｜片霧烈火 | 片霧烈火 | 「Live」 「Shadow」 「Alone」 「Make」 |                                                                                               |
| 2015年1月30日  | solfa works best album chronicle 〜red beat〜 | 片霧烈火 | 「feeling, shining」 | PS2ゲーム『恋する乙女と守護の楯 〜The shield of AIGIS〜』エンディングテーマ                   |
| 2015年2月14日  | ひぐらしのなく頃に テーマソングコレクション | 大嶋啓之 feat. 片霧烈火 | 「why, or why not ～TV Version～」 | テレビアニメ『ひぐらしのなく頃に』エンディングテーマ                                          |
| 2015年3月18日  | ブラックパッケージ ボーカルソング集 | 片霧烈火 | 「純愛ミサイル」 | PCゲーム『スク×スク』オープニングテーマ                                                       |
| 2015年3月18日  | ブラックパッケージ ボーカルソング集 | 片霧烈火 | 「ヒーリング☆ドリーム」 | PCゲーム『もも×もみ ～私、癒しちゃいます～』主題歌                                            |
| 2015年3月27日  | 花咲ワークスプリング! スペシャル サウンドトラック | 片霧烈火 & 鈴湯 | 「Girl meets Love」 | PCゲーム『花咲ワークスプリング!』オープニングテーマ                                           |
| 2015年4月9日   | 百花繚乱エリクシル ～Record of Torenia Revival～ ボーカルコレクションCD | solfa feat. 片霧烈火 | 「笑顔のとなり」 | PS Vita用ソフト『百花繚乱エリクシル 〜Record of Torenia Revival〜』セロシアエンディングテーマ |
| 2015年4月26日  | Tone \ bermei.inazawa collection | bermei.inazawa feat. 片霧烈火 | 「空が軋み、世界が歪み、無き声を上げた。」 |                                                                                               |
| 2015年4月26日  | Reverberation | 片霧烈火 | 「悲しみよりも美しい」 |                                                                                               |
| 2015年4月26日  | Reminisphere 2 | 片霧烈火 | 「Air」 |                                                                                               |
| 2015年4月26日  | 熱烈！アニソン魂 THE BEST カバー楽曲集 TVアニメシリーズ「ドラゴンボールシリーズ」 vol.1 [主題歌OP/ED 編]                                                                           | 片霧烈火 | 「CHA-LA HEAD-CHA-LA」 | 影山ヒロノブのカヴァー                                                                        |
| 2015年6月26日  | 花咲ワークスプリング! COMPLETE SOUNDTRACK | 片霧烈火 & 鈴湯 | 「Girl meets Love」 | PCゲーム『花咲ワークスプリング!』オープニングテーマ                                           |
| 2015年8月16日  | Inherence | 片霧烈火 | 「Inherence」 |                                                                                               |
| 2015年8月16日  | Pieces of love solfege | love solfege feat. 片霧烈火 | 「dusk cage」 |                                                                                               |
| 2015年8月28日  | AXLボーカルソング集5『Drafting』 | solfa feat. 片霧烈火 | 「笑顔のとなり」 | PS Vita用ソフト『百花繚乱エリクシル 〜Record of Torenia Revival〜』セロシアエンディングテーマ |
| 2015年9月23日  | 終焉 -Re:act- | 片霧烈火 | 「衝撃リアクト」 「リピートラジディー」 |                                                                                               |
| 2015年9月16日  | 熱烈！アニソン魂 THE BEST カバー楽曲集 TVアニメシリーズ「新世紀エヴァンゲリオンシリーズ」                                                                                          | 片霧烈火 | 「残酷な天使のテーゼ」 「魂のルフラン」 | 高橋洋子のカヴァー                                                                            |
| 2015年10月5日  | Invitation from CHUNITHM | 片霧烈火オンザみんマンション | 「GO!GO!ラブリズム♥」 | アーケード音楽ゲーム『チュウニズム』提供曲                                                    |
| 2015年10月5日  | セガ CHUNITHM -チュウニズムサウンドトラック第3弾- GUMIN☆DAYS | 片霧烈火オンザみんマンション | 「GO!GO!ラブリズム♥」 | アーケード音楽ゲーム『チュウニズム』提供曲                                                    |
| 2015年10月5日  | 魔女こいにっき 予約特典 Dragon×Caravan ボーカルソングCD | 片霧烈火 | 「Reach For The Light」 | PS Vita用ソフト『魔女こいにっき Dragon×Caravan』関連曲                                        |
| 2015年10月5日  | Mystic Night | 片霧烈火 | 「Dreaming Doll」 |                                                                                               |
| 2015年12月25日 | つよきす歴代 ヴォーカルソングCD | 片霧烈火 | 「親愛なる君と未来へ」 | PCゲーム『つよきす 2学期』エンディングテーマ                                                  |
| 2015年12月31日 | ALTER:ANSWERS | 片霧烈火 | 「Air (Clean Tears Remix)」 |                                                                                               |
| 2016年7月29日  | 真・恋姫†英雄譚123+PLUS サントラ+ドラマCD | 片霧烈火 feat. kirina | 「Go over → ∞」 | PCゲーム『真・恋姫†英雄譚123+PLUS 〜乙女艶乱☆三国志演義〜』オープニングテーマ                 |
| 2016年8月13日  | 気高き者達の碑 | 片霧烈火 | 「千島を揺らせ隼よ」 「千射万箭」 「燃え落ちる誇り -Counter raid Another 【D】-」 |                                                                                               |
| 2016年8月14日  | 大江戸宅急便の嫁曲ボカロソングを歌ってみた feat.片霧烈火 | 片霧烈火 | 「鼻炎狂騒歌」 「初恋」 「confusion」 「Les vepres siciliennes」 「八朔祭」 |                                                                                               |
| 2016年8月26日  | solfa works best album chronicle 〜the moon〜 | solfa feat. 片霧烈火 | 「Dear」 | PCゲーム『PRIMAL×HEARTS』陽姫エンディングテーマ                                               |
| 2016年10月27日 | SOUND OF HURRICANE ～さかあがりハリケーンオリジナルサウンドトラック～ | 片霧烈火 | 「明日へ踏み出す僕らの詩」 | PCゲーム『さかあがりハリケーン 〜LET'S PILE UP OUR SCHOOL!〜』エンディングテーマ              |
| 2016年10月30日 | Chromosomal Reprogramming | 片霧烈火 | 「Inherence」 |                                                                                               |
| 2016年12月14日 | キラキラ☆エクスプローラー/恋にまつわるエトセトラ ～おくさまが生徒会長!+! ミニアルバム～                                                                                            | 片霧烈火 | 「キラキラ☆エクスプローラー」 | テレビアニメ『おくさまが生徒会長!＋!』オープニングテーマ                                      |
| 2016年12月31日 | やりすぎ! 戦車道 | 片霧烈火 | 「あんこう音頭 ～metal mix～」 |                                                                                               |
| 2017年1月27日  | EKボーカルコレクション | solfa feat. 片霧烈火 | 「笑顔のとなり」 | PS Vita用ソフト『百花繚乱エリクシル 〜Record of Torenia Revival〜』セロシアエンディングテーマ |
| 2017年1月27日  | EKボーカルコレクション | 片霧烈火 | 「Reach For The Light」 | PS Vita用ソフト『魔女こいにっき Dragon×Caravan』関連曲                                        |
| 2017年4月30日  | CHUNITHM チュウニズム サウンドトラック GUMIN☆WORKS | 片霧烈火オンザみんマンション | 「GO!GO!ラブリズム♥」 | アーケード音楽ゲーム『チュウニズム』提供曲                                                    |
| 2017年4月30日  | CHUNITHM チュウニズム サウンドトラック GUMIN☆WORKS | 片霧烈火 | 「最愛テトラグラマトン」 | アーケード音楽ゲーム『チュウニズム』提供曲                                                    |
| 2017年5月7日   | memoria vol.3 | 片霧烈火 | 「百花霊嵐～border of past and present[remaster]」 |                                                                                               |
| 2017年8月11日  | 走歌 | 片霧烈火 | 「LIKE SO CRAZY」 「RUSH FORWARD」 |                                                                                               |
| 2017年10月6日  | 弦楽四重奏、クラリネット、ピアノによる「うみねこのなく頃に」楽曲演奏集 | 片霧烈火 | 「あの日にふれたくて (Vocal version)」 | PCゲーム『うみねこのなく頃に』関連曲                                                          |
| 2017年12月29日 | MASSIVE EURO TRACKER | 片霧烈火 | 「Transition」 |                                                                                               |
| 2018年2月23日  | ランスアレンジコレクション | 片霧烈火 | 「The Last Edge」 |                                                                                               |
| 2018年3月30日  | GIGA BEST ALBUM -戯画ベストアルバム- | 片霧烈火 | 「とびきりスマイル」 「Identity」 「楽園のメタファー」 「らぶらぶ☆れぼるーしょんなう!」 「アルカディア・パレード」 「プリンセス・フィナーレ」 「明日へ踏み出す僕らの詩」 「ふぉ〜ちゅっ☆ブレッド」           |                                                                                               |
| 2018年4月29日  | 魔法戦士☆キルシュヴァッサー | 片霧烈火 | 「ひとしずくの勇気」 |                                                                                               |
| 2018年4月29日  | PIANISITY | 片霧烈火 | 「Places You Are Now」 |                                                                                               |
| 2018年8月10日  | 蒼き墓標への手向け | 片霧烈火 | 「蒼き墓標への手向け」 |                                                                                               |
| 2018年8月10日  | 酣歌 Pair Vol.1 | 片霧烈火 | 「笑顔で、おかえり、一献。」 「キミへの華麗なエール」 |                                                                                               |
| 2018年8月10日  | 蒼き墓標への手向け | 片霧烈火 | 「蒼き墓標への手向け」 |                                                                                               |
| 2018年8月10日  | 凛なる薔薇よ、汝が為に咲け。 プレビュー盤 | 片霧烈火 | 「あの日の魔法で」 |                                                                                               |
| 2018年8月31日  | solfa works best album chronicle ～marine stage～ | 片霧烈火 | 「海と宇宙のストーリー」 | PCゲーム『Dolphin Divers』エルナエンディングテーマ                                            |
| 2018年8月31日  | Symphony Sounds Record 2018 ～from 2003 to 2017～ | 片霧烈火 | 「陽だまりコイゴコロ」 「Answer」 | PCゲーム『Dolphin Divers』エルナエンディングテーマ                                            |
| 2018年9月22日  | CHUNITHM オリジナルサウンドトラック GUMIN☆LIFE | 片霧烈火オンザみんマンション | 「NYAN-NYA, More! ラブシャイン、Chu♥」 | アーケード音楽ゲーム『チュウニズム』提供曲                                                    |
| 2018年10月28日 | daydream | 片霧烈火 | 「永遠の凪で」 「回転木馬の終わらないマイム」 |                                                                                               |
| 2018年10月28日 | 月照らす茨の庭園迷路 | 片霧烈火 | 「月照らす茨の庭園迷路」 「A dreamy dream girl, on the Milky way.」 |                                                                                               |
| 2018年12月29日 | Flower garden | 片霧烈火 | 「花は季節を待ち侘びて」 「てのひらの夢」 |                                                                                               |
| 2018年12月30日 | EastNewSound 10th Special Best | 片霧烈火 | 「Fractal Cage」 |                                                                                               |
| 2019年2月23日  | Vocals | 片霧烈火 | 「リトル・ハイウェイ・スター」 |                                                                                               |
| 2019年2月23日  | 霜月はるかツイン＆トリプルボーカルベストアルバム HAMOTSUKIN BEST | 霜月はるか、片霧烈火 | 「impronta」 |                                                                                               |
| 2019年2月23日  | 霜月はるかツイン＆トリプルボーカルベストアルバム HAMOTSUKIN BEST | 霜月はるか、茶太、片霧烈火 | 「水晶に映る姫君」 |                                                                                               |
| 2019年2月23日  | 霜月はるかツイン＆トリプルボーカルベストアルバム HAMOTSUKIN BEST | solfa feat. 霜月はるか＋茶太＋片霧烈火 | 「go ahead!」 | PCゲーム『あいこみゅ!! -IDOL Communication-』主題歌                                           |
| 2019年2月23日  | 霜月はるかツイン＆トリプルボーカルベストアルバム HAMOTSUKIN BEST | MW | 「魂の慟哭」 | PCゲーム『LOST CHILD』主題歌                                                                  |
| 2019年4月28日  | アタリマエへの叛逆 | 片霧烈火 | 「近親調と遠隔調のもたらす効果の比較」 |                                                                                               |
| 2019年4月28日  | Holochron | DEFNITY SOUND SYSTEM feat. 片霧烈火 | 「Holochron」 |                                                                                               |
| 2019年4月28日  | 狐火ノ宮 | TAROLIN feat. 片霧烈火 | 「狐火ノ宮」 |                                                                                               |
| 2019年8月12日  | 星霜筆の旅人 -クロッカの足音- | 片霧烈火 | 「Open now!」 |                                                                                               |
| 2019年8月21日  | ナカノヒトゲノム【実況中】01 | 片霧烈火 | 「鬼ノ木偶刀、かく語りき」 | テレビアニメ『ナカノヒトゲノム【実況中】』第5話・挿入歌                                       |
| 2019年10月9日  | 熱烈！アニソン魂 THE BEST カバー楽曲集 TVアニメシリーズ『スレイヤーズ』シリーズ | 片霧烈火 | 「Get along」 「Give a reason」 | 林原めぐみのカヴァー                                                                          |
| 2019年10月26日 | shield nine -special nine ver.- | solfa feat. Rita、真理絵、nao、霜月はるか、茶太、片霧烈火、小春めう、Rin、iyuna                                                               | 「shield nine -special nine ver.-」 | solfa×恋する乙女と守護の楯 コラボレーションライブ『shield nine festival!!!』テーマソング      |
| 2019年10月26日 | shield nine -special nine ver.- | solfa feat. 片霧烈火 | 「shield nine -special nine ver.-」 | solfa×恋する乙女と守護の楯 コラボレーションライブ『shield nine festival!!!』テーマソング      |
| 2019年10月30日 | 太郎物怪録異聞 | TAROLIN feat. 片霧烈火 | 「Cardinal Rave」 「狐火ノ宮 (鬼畜生 Remix)」 |                                                                                               |
| 2019年10月30日 | ナカノヒトゲノム【実況中】オリジナルサウンドトラック | 片霧烈火 | 「鬼ノ木偶刀、かく語りき」 | テレビアニメ『ナカノヒトゲノム【実況中】』第5話・挿入歌                                       |
| 2019年11月29日 | 恋姫†夢想 ボーカルコレクション | 片霧烈火 | 「Hφwling Sφul」 「HE∀ting Sφul」 「我等詠ウハ兵ノ道標」 「The (END) of KH†MS」 「BгavЄ Sφul」 「碧空のシュトラーセ」 「HE∀ting Sφul -革命 ver.-」                                                           | PCゲームシリーズ『恋姫†夢想』関連曲                                                           |
| 2019年11月29日 | 恋姫†夢想 ボーカルコレクション | 片霧烈火 feat. kirina | 「Go over → ∞」 | PCゲームシリーズ『恋姫†夢想』関連曲                                                           |
| 2019年12月31日 | しまむらさんとbermei.inazawa ぼくらの音楽 ロンサムライフ | 片霧烈火 | 「春が来た」 「たき火」 |                                                                                               |
| 2020年1月29日  | JAPAN ANIMESONG COLLECTION VOL.2 | 片霧烈火 | 「ETERNAL BLAZE」 | 水樹奈々のカヴァー                                                                            |
| 2020年1月29日  | JAPAN ANIMESONG COLLECTION VOL.2 | 片霧烈火 | 「いろは」 | CooRieのカヴァー                                                                              |
| 2020年1月29日  | JAPAN ANIMESONG COLLECTION VOL.3 | 片霧烈火 | 「Drawing Again」 | 村田あゆみのカヴァー                                                                          |
| 2020年1月29日  | JAPAN ANIMESONG COLLECTION VOL.3 | 片霧烈火 | 「残酷な天使のテーゼ」 「魂のルフラン」 | 高橋洋子のカヴァー                                                                            |
| 2020年1月29日  | JAPAN ANIMESONG COLLECTION VOL.3 | 片霧烈火 | 「宇宙戦艦ヤマト」 | ささきいさおのカヴァー                                                                        |
| 2020年1月29日  | JAPAN ANIMESONG COLLECTION VOL.3 | 片霧烈火 | 「CHA-LA HEAD-CHA-LA」 | 影山ヒロノブのカヴァー                                                                        |
| 2020年1月29日  | JAPAN ANIMESONG COLLECTION VOL.20 | 片霧烈火 | 「Get along」 「Give a reason」 | 林原めぐみのカヴァー                                                                          |
| 2020年1月29日  | JAPAN ANIMESONG COLLECTION VOL.20 | 片霧烈火 | 「ワイワイワールド」 | 水森亜土のカヴァー                                                                            |
| 2020年1月29日  | JAPAN ANIMESONG COLLECTION VOL.20 | 片霧烈火 | 「恋せよ女の子」 | 田村ゆかりのカヴァー                                                                          |
| 2020年1月31日  | 恋する乙女と守護の楯 ボーカルソング集 SHIELD-9 | 片霧烈火 | 「feeling, shining」 | PS2用ソフト『恋する乙女と守護の楯 〜The shield of AIGIS〜』エンディングテーマ                 |
| 2020年1月31日  | Symphony Sounds Eternal | 片霧烈火 | 「Dear My Precious」 | PCゲーム『リアル妹がいる大泉くんのばあい』エンディングテーマ                                  |
| 2020年2月26日  | JAPAN ANIMESONG COLLECTION VOL.19 | 片霧烈火 | 「オンナのコ オトコのコ」 | 小倉優子のカヴァー                                                                            |
| 2020年2月26日  | JAPAN ANIMESONG COLLECTION VOL.19 | 片霧烈火 | 「ラムのラブソング」 | 松谷祐子のカヴァー                                                                            |
| 2020年2月26日  | JAPAN ANIMESONG COLLECTION VOL.19 | 片霧烈火 | 「サクラサク」 | 林原めぐみのカヴァー                                                                          |
| 2020年3月1日   | Sister ～運命のイストワール～ 音楽集 -Ⅰ- | 片霧烈火 | 「生命の花 ‐fhoasse ob mariek‐」 | ボイスドラマ『Sister ～運命のイストワール～』主題歌                                           |
| 2020年3月27日  | ensemble OP festival | 片霧烈火 | 「Maiden's Garden」 「Bloom of your dream」 「一生モノ☆」 「Color World」 |                                                                                               |
| 2020年5月5日   | ぽんしゅぽん! -しぼりたてsingle- | ricono、妃苺、高橋そら、如月梢、すぴか、片霧烈火                                                                                              | 「ぽんしゅぽん!」 |                                                                                               |
| 2020年6月17日  | ぱれおと！Special Edition | 片霧烈火 | 「届け、恋の祈り。」 | PCゲーム『みんな捧げちゃう!』オープニングテーマ                                               |
| 2020年6月17日  | ぱれおと！Special Edition | 片霧烈火 | 「僕たちの祈り、永遠に。 」 | PCゲーム『みんな捧げちゃう!』エンディングテーマ                                               |
| 2020年6月18日  | CLEARRAVE MUSIC COLLECTION | 片霧烈火 | 「誰より強く I Love you!」 | PCゲーム『おさこい～俺と二人の甘々ご奉仕H生活～』主題歌                                       |
| 2020年8月22日  | solfa works best album chronicle 〜hot dream〜 | solfa feat. 片霧烈火 | 「笑顔のとなり」 | PS Vita用ソフト『百花繚乱エリクシル 〜Record of Torenia Revival〜』セロシアエンディングテーマ |
| 2020年10月25日 | フェルネシュタットの錬金術師 -Prelude- | 片霧烈火 | 「Alchymia ～奇跡の石～」 |                                                                                               |
| 2021年2月26日  | project lights Best Collection Vol.01&02 | 片霧烈火 | 「星雪と踊る」 | PCゲーム『ゆきいろ 〜空に六花の住む町〜』挿入歌                                               |
| 2021年4月25日  | project lights Best Collection -Vol.04- | 片霧烈火 | 「Clear and Serene ～明鏡止水～」 | スマートフォン用ゲーム『ガール・カフェ・ガン』イメージソング                                  |
| 2021年4月25日  | found out... | TAROLIN feat. 片霧烈火 | 「神憑少女 Bitten Girl」 |                                                                                               |
| 2021年4月25日  | Crossing Zeal | 片霧烈火 | 「Courage Red」 |                                                                                               |
| 2021年4月25日  | マイコンのうた | 片霧烈火 | 「マイコンのうた」 |                                                                                               |
| 2021年4月26日  | ヴァーチャル：スタァゲイザー | Ark-Z feat. 片霧烈火 | 「HELIX OF LIGHT」 |                                                                                               |
| 2021年8月31日  | ひぐらしのなく頃にイメージソング ～遊園ノ音～ | 片霧烈火 | 「two sides of the same coin -Remix Ver.-」 | パチンコ機『Pひぐらしのなく頃に〜瞬〜』イメージソング                                         |
| 2023年2月15日  | 逆境☆不惑☆フラクション／レッツゴー・マイ・ハウス!!! | 橋本みゆき、榊原ゆい、Rita with AiRI、Ayumi.、片霧烈火、川村ゆみ、佐咲紗花、Duca、中恵光城、のみこ、美郷あき、yozuca*、rino、riya（eufonius） | 「逆境☆不惑☆フラクション」 | TVアニメ『犬になったら好きな人に拾われた。』オープニングテーマ                                |
| 2023年2月15日  | 逆境☆不惑☆フラクション／レッツゴー・マイ・ハウス!!! | 榊原ゆい with チーム猫（片霧烈火、Duca、のみこ、rino）                                                                                        | 「逆境☆不惑☆フラクション」 | TVアニメ『犬になったら好きな人に拾われた。』オープニングテーマ                                |

### キャラクターソング
| 発売日 | 商品名                                   | 歌                         | 楽曲                                           | 備考                                                |
| 2020年 | 2020年                                   | 2020年                     | 2020年                                         | 2020年                                              |
| ------ | ---------------------------------------- | -------------------------- | ---------------------------------------------- | --------------------------------------------------- |
| 3月1日 | Sister ～運命のイストワール～ 音楽集 -Ⅰ- | イヴ・アルノー（片霧烈火） | 「Chasta, mariek. -待ちて望みし彼らの祷りを-」 | ボイスドラマ『Sister ～運命のイストワール～』関連曲 |

### 楽曲提供・プロデュース
| 時期   | 曲名                    | アーティスト | 担当                   | 備考                                                        |
| ------ | ----------------------- | --- | ---------------------- | ----------------------------------------------------------- |
| 2002年 | 精霊祀                  | 霜月はるか | 作詞                   | アルバム『ユラグソラ〜SECRED DOORS VOl.0〜』収録曲          |
| 2006年 | 果てしのない空          | 榊瑞樹（野川さくら）                                                                                             | 作詞                   | テレビアニメ『らぶドル 〜Lovely Idol〜』挿入歌              |
| 2006年 | 一歩ずつ                | 野々宮舞（桃井はるこ）                                                                                           | 作詞                   | テレビアニメ『らぶドル 〜Lovely Idol〜』挿入歌              |
| 2007年 | オモイデノソラ          | 佐藤利奈 | 作詞                   | オムニバス『ナツウタ～夏のある日の歌日記～』収録曲          |
| 2007年 | お前だけのヒーロー      | 犬飼一狼太（小野大輔）                                                                                           | 作詞                   | PCゲーム『プリンセスナイトメア』関連曲                      |
| 2007年 | 千の嘘＋唯一の愛        | ラドウ・ドラクレア（遊佐浩二）                                                                                   | 作詞                   | PCゲーム『プリンセスナイトメア』関連曲                      |
| 2007年 | 共犯者                  | プリンス・カオス・クリムゾン（石井真）                                                                           | 作詞                   | PCゲーム『プリンセスナイトメア』関連曲                      |
| 2007年 | 不可侵グランドオペラ    | ファントム（緒方恵美）                                                                                           | 作詞                   | PCゲーム『プリンセスナイトメア』関連曲                      |
| 2007年 | 光を憎み、闇を抱くもの  | メフィスト（安元洋貴）                                                                                           | 作詞                   | PCゲーム『プリンセスナイトメア』関連曲                      |
| 2007年 | イコール                | フランケン・リースリング（谷山紀章）                                                                             | 作詞                   | PCゲーム『プリンセスナイトメア』関連曲                      |
| 2007年 | アレストゲーム          | ヴァンヘルシング教授（荻原秀樹）                                                                                 | 作詞                   | PCゲーム『プリンセスナイトメア』関連曲                      |
| 2007年 | 煉獄への警鐘            | ブラド・ドラクレア伯爵（安元洋貴）                                                                               | 作詞                   | PCゲーム『プリンセスナイトメア』関連曲                      |
| 2007年 | 最強勝負師 哲也         | 中島将弘 | 作詞                   | パチスロ『哲也〜雀聖と呼ばれた男〜』主題歌                  |
| 2010年 | own justice             | 神月社 | 作詞・作曲             | PCゲーム『暁の護衛〜罪深き終末論〜』2ndオープニングテーマ   |
| 2014年 | YA・SHI・DE・SU!        | 神月社 | 作詞・作曲             | アルバム『やしです。』収録曲                                |
| 2014年 | 百華流麗                | 愛 (大坪由佳)、麻衣 (内田彩)、ミイ(内田真礼)                                                                     | 作詞                   | テレビアニメ『あいまいみー』挿入歌                          |
| 2016年 | Sweet★Girlish★Love!     | 砂東流星（青木瑠璃子）、志波田姫璃（内田彩）、麦谷紅子（桜咲千依）、乳原涼水（末柄里恵）、岼倉織羽（橘田いずみ） | 作詞                   | ドラマCD『まーぶるConfection!』イメージソング               |
| 2018年 | おでこの魔法で          | 茶太 | 作詞                   | アルバム『凛なる薔薇よ、汝が為に咲け。 プレビュー盤』収録曲 |
| 2020年 | さくら色ハイテンション! | さくらみこ | ボーカルディレクション | PCゲーム『さくら色Dreamer』主題歌                           |
| 2020年 | Let’s be FRIENDS.       | 喜多是にゃわわ                                                                                                   | 作詞・プロデュース     | バーチャルYouTuber・喜多是にゃわわテーマソング              |

## タイアップ一覧
| 曲名                                         | タイアップ                                                                                            | 時期   |
| -------------------------------------------- | --- | ------ |
| 遠いまなざし                                 | PCゲーム『Stay.』エンディングテーマ                                                                   | 2000年 |
| Distant                                      | PCゲーム『Pray to Snow』オープニングテーマ                                                            | 2001年 |
| 二人                                         | PCゲーム『Pray to Snow』エンディングテーマ                                                            | 2001年 |
| ふたりの場所                                 | PCゲーム『神無ノ鳥』オープニングテーマ                                                                | 2002年 |
| カワラナイ日々                               | PCゲーム『Free Flower』オープニングテーマ                                                             | 2002年 |
| そのさきのヒカリ                             | PCゲーム『Free Flower』挿入歌                                                                         | 2002年 |
| 抱きしめた、きみのからだ                     | PCゲーム『Free Flower』挿入歌                                                                         | 2002年 |
| only one secret                              | PCゲーム『Stay ever… 〜約束なんてできない〜』エンディングテーマ                                       | 2003年 |
| 泣殻                                         | PCゲーム『眠れぬ者達へ』オープニングテーマ                                                            | 2003年 |
| 深霧の楽園                                   | PCゲーム『黒の図書館』オープニングテーマ                                                              | 2003年 |
| 好き                                         | PCゲーム『英才狂育』オープニングテーマ                                                                | 2003年 |
| 純愛ミサイル                                 | PCゲーム『スク×スク』オープニングテーマ                                                               | 2004年 |
| 絆人                                         | PCゲーム『刻無 零』エンディングテーマ                                                                 | 2004年 |
| Believe in Yourself <V.H.R.>                 | PCゲーム『Sixty Nine2』主題歌                                                                         | 2004年 |
| No Title                                     | PCゲーム『Fake/ever since』オープニングテーマ                                                         | 2004年 |
| Water Strings                                | PCゲーム『黒の歌姫』イメージソング                                                                    | 2004年 |
| 終わる夢、始まる願い                         | PCゲーム『死妹人形』エンディングテーマ                                                                | 2004年 |
| 人狼奇譚                                     | PCゲーム『人狼奇譚 ～そしてぼくらは蒼い夜のうたをきく～』オープニングテーマ                           | 2004年 |
| あおいよるのうた                             | PCゲーム『人狼奇譚 ～そしてぼくらは蒼い夜のうたをきく～』エンディングテーマ                           | 2004年 |
| 深淵舞踏                                     | PCゲーム『アニマムンディ〜終りなき闇の舞踏〜』オープニングテーマ                                      | 2005年 |
| 未来への鍵束                                 | PCゲーム『アニマムンディ〜終りなき闇の舞踏〜』エンディングテーマ                                      | 2005年 |
| ふぉ～ちゅっ☆ブレッド                        | PCゲーム『やきたてクロワッサン ～Autumn Leafの3姉妹～』オープニングテーマ                             | 2005年 |
| Invisible Sign                               | PCゲーム『invisible sign -イス-』オープニングテーマ                                                   | 2005年 |
| 紅 -KURENAI-                                 | PCゲーム『戦火 -IKUSABI-』オープニングテーマ                                                          | 2005年 |
| 魂響                                         | PCゲーム『魂響 ～たまゆら～』オープニングテーマ                                                       | 2005年 |
| 心ノ在リ処                                   | PCゲーム『魂響 ～たまゆら～』挿入歌                                                                   | 2005年 |
| カヨワキボクラ                               | PlayStation 2専用ゲームソフト『Angel's Feather -黒の残影-』オープニングテーマ                         | 2005年 |
| みちびき星                                   | PCゲーム『君が見せた笑顔』オープニングテーマ                                                          | 2005年 |
| 届くはずのない手紙                           | PCゲーム『届くはずのない手紙』エンディングテーマ                                                      | 2005年 |
| 未来へのおまじない                           | PCゲーム『しろクロ 〜白いこころと黒いツルギ〜』オープニングテーマ                                     | 2005年 |
| 青いソラのおもいで                           | PCゲーム『しろクロ 〜白いこころと黒いツルギ〜』エンディングテーマ                                     | 2005年 |
| 紅空恋歌                                     | PCゲーム『車輪の国、向日葵の少女』オープニングテーマ                                                  | 2005年 |
| そらの隙間                                   | PCゲーム『車輪の国、向日葵の少女』挿入歌                                                              | 2005年 |
| 祝福の大地、暁光の世界                       | PCゲーム『車輪の国、向日葵の少女』エンディングテーマ                                                  | 2005年 |
| Tropical★Juice                               | PCゲーム『姉汁 ～白川三姉妹におまかせ～』オープニングテーマ                                           | 2005年 |
| おヒメさまになりたい!                        | PCゲーム『い・き・な・り・許嫁! 〜姫様のお輿入れ〜』オープニングテーマ                                | 2005年 |
| 輝光ノ剣                                     | PCゲーム『Blaze of Destiny III』オープニングテーマ                                                    | 2005年 |
| Precious Blue                                | PCゲーム『Blaze of Destiny III』エンディングテーマ                                                    | 2005年 |
| ダイスキのキモチ♪                            | ドラマCD『ちとせげっちゅ!!』第1巻主題歌                                                               | 2005年 |
| アシタのミライ                               | PCゲーム『Like Life an hour』イメージソング                                                           | 2005年 |
| 刻天の絆                                     | PCゲーム『刻無ファイターズ零』オープニングテーマ                                                      | 2005年 |
| 魂の慟哭                                     | PCゲーム『LOST CHILD』オープニングテーマ                                                              | 2006年 |
| この世の果て                                 | PCゲーム『LOST CHILD』エンディングテーマ                                                              | 2006年 |
| 百の想い                                     | PCゲーム『LOST CHILD』エンディングテーマ                                                              | 2006年 |
| 月の眼の少年                                 | PCゲーム『LOST CHILD』挿入歌                                                                          | 2006年 |
| why, or why not                              | テレビアニメ『ひぐらしのなく頃に』エンディングテーマ                                                  | 2006年 |
| セツナイキズ                                 | ドラマCD『Astral』主題歌                                                                              | 2006年 |
| ゆけゆけ! チキューたんきゅーたい!            | ドラマCD『ゲノム』主題歌                                                                              | 2006年 |
| ユメノ未来一号                               | PCゲーム『萌エロv青春学園! 〜甘い放課後〜』主題歌                                                     | 2006年 |
| Flowers In The Rain                          | PlayStation 2専用ゲームソフト『イリスのアトリエ ～グランファンタズム～』挿入歌                        | 2006年 |
| 放課後シンパシー♪                            | ドラマCD『ちとせげっちゅ!!』第2巻エンディングテーマ                                                   | 2006年 |
| orange girl                                  | PCゲーム『Schoolぷろじぇくと』オープニングテーマ                                                      | 2006年 |
| 破滅のプロセス                               | PCゲーム『操心術2』主題歌                                                                             | 2006年 |
| ふわり☆フィーリングハート                    | PCゲーム『こいちゅ! ～恋に恋するかたおもい～』オープニングテーマ                                      | 2006年 |
| when they cry                                | テレビアニメ『ひぐらしのなく頃に』イメージソング                                                      | 2006年 |
| ひだまりの夢                                 | PCゲーム『キミの声がきこえる』エンディングテーマ                                                      | 2006年 |
| Starry Eyes                                  | PlayStation 2専用ソフト『レッスルエンジェルス サバイバー』オープニングテーマ                          | 2006年 |
| hymn                                         | テレビアニメ『ひぐらしのなく頃に』イメージソング                                                      | 2006年 |
| ゆめみるマホウ ～A little magic for you～    | PCゲーム『魔法、ひとつくださいな。』オープニングテーマ                                                | 2006年 |
| Hφwling Sφul                                 | PCゲーム『恋姫†無双 〜ドキッ☆乙女だらけの三国志演義〜』オープニングテーマ                             | 2007年 |
| 戒めの茨                                     | PCゲーム『Alea -アレア- 紅き月を遙かに望み』オープニングテーマ                                        | 2007年 |
| 少年少女よ、大志を抱け                       | PCゲーム『車輪の国、悠久の少年少女』オープニングテーマ                                                | 2007年 |
| 見上げた空におちていく                       | PCゲーム『見上げた空におちていく』オープニングテーマ                                                  | 2007年 |
| あなたに、いちばん、つたえたいこと。         | PCゲーム『見上げた空におちていく』エンディングテーマ                                                  | 2007年 |
| Asgardh -アスガルド-                         | PCゲーム『白銀のソレイユ -Successor of Wyrd-』主題歌                                                  | 2007年 |
| タカラモノ                                   | ニンテンドーDS専用ゲームソフト『リーズのアトリエ 〜オルドールの錬金術士〜』主題歌                     | 2007年 |
| 東京ジオラマ                                 | PCゲーム『Princess Nightmare』オープニングテーマ                                                      | 2007年 |
| 悪夢の姫君                                   | PCゲーム『Princess Nightmare』エンディングテーマ                                                      | 2007年 |
| 願い                                         | PCゲーム『永久皇帝少女 ～島の魔法使い編～』エンディングテーマ                                         | 2007年 |
| 陽だまりの仔猫                               | PCゲーム『永久皇帝少女 ～島の魔法使い編～』挿入歌                                                     | 2007年 |
| フラスコボーイ                               | ドラマCD『ビオラのアトリエ』主題歌                                                                    | 2007年 |
| ヒーリング☆ドリーム                          | PCゲーム『もも×もみ ～私、癒しちゃいます～』主題歌                                                    | 2007年 |
| TIME                                         | PCゲーム『こいとれ ～REN-AI TRAINING～』主題歌                                                        | 2007年 |
| 魂響                                         | PCゲーム『魂響 ～円環の絆～』オープニングテーマ                                                       | 2007年 |
| 心ノ在リ処                                   | PCゲーム『魂響 ～円環の絆～』エンディングテーマ                                                       | 2007年 |
| エターナル                                   | PCゲーム『Clear -クリア-』挿入歌                                                                      | 2007年 |
| アルカディア・パレード                       | PCゲーム『姫さまっ、お手やわらかに!』オープニングテーマ                                               | 2007年 |
| プリンセス・フィナーレ                       | PCゲーム『姫さまっ、お手やわらかに!』エンディングテーマ                                               | 2007年 |
| 陽だまりコイゴコロ                           | PCゲーム『世界でいちばんNGな恋』オープニングテーマ                                                    | 2007年 |
| いとしさの糸                                 | PCゲーム『世界でいちばんNGな恋』エンディングテーマ                                                    | 2007年 |
| キラン★とねっ                                | PCゲーム『幼なじみと甘～くエッチに過ごす方法』オープニングテーマ                                      | 2007年 |
| 二人の瞬間                                   | PCゲーム『恋ノ橋』オープニングテーマ                                                                  | 2007年 |
| 破滅のプロセス                               | PCゲーム『操心術2plus』主題歌                                                                         | 2008年 |
| (＾3＾)chu☆でれ☆らぷそでぃ                   | PCゲーム『ご主人様だ～いすき』主題歌                                                                  | 2008年 |
| 溺欲のメソッド                               | PCゲーム『電波の奴隷（電波の虜）』主題歌                                                              | 2008年 |
| Draw a tomorrow                              | PCゲーム『Princess Frontier』エンディングテーマ                                                       | 2008年 |
| Draw a tomorrow                              | PSP専用ゲームソフト『Princess Frontier Portable』アルエグランドエンディングテーマ                     | 2008年 |
| 親愛なる君と未来へ                           | PCゲーム『つよきす2学期』エンディングテーマ                                                           | 2008年 |
| 回帰羅針                                     | PCゲーム『アパシー 学校であった怖い話1995 〜Visual Novel Version〜 新装版』エンディングテーマ         | 2008年 |
| 十二の祈り                                   | PCゲーム『ZODIAC ～前編～』主題歌                                                                     | 2008年 |
| 夕日の中でみた君                             | PCゲーム『ふぁみりあ -Fami:Liar?-』オープニングテーマ                                                 | 2008年 |
| 暗がり篭ノ鳥                                 | PCゲーム『BIFRONTE ～公界島奇譚～』エンディングテーマ                                                 | 2008年 |
| Answer                                       | PCゲーム『G線上の魔王』オープニングテーマ                                                             | 2008年 |
| ちぐはぐペース                               | ドラマCD『年上ノ彼女』主題歌                                                                          | 2008年 |
| 再び生きていく君へ                           | PCゲーム『アパシー レンタル家族』エンディングテーマ                                                   | 2008年 |
| 神々の歌                                     | PCゲーム『MYTH』エンディングテーマ                                                                    | 2008年 |
| Deep Blue Sky & Pure White Wings             | PCゲーム『水平線まで何マイル? -Deep Blue Sky & Pure White Wings-』オープニングテーマ                  | 2008年 |
| アポフィロスライト                           | PCゲーム『MARIONETTE ZERO』主題歌                                                                     | 2008年 |
| 瑠璃の旋律                                   | PlayStation 2専用ゲームソフト『白銀のソレイユ -Contract to the future-』オープニングテーマ            | 2008年 |
| 金色の旅人                                   | PCゲーム『霊刀キザクラ ～桜花の剣と惑竜章～』オープニングテーマ                                       | 2008年 |
| 空斬桜花演舞                                 | PCゲーム『霊刀キザクラ ～桜花の剣と惑竜章～』挿入歌                                                   | 2008年 |
| Logic sword                                  | PCゲーム『霊刀キザクラ ～桜花の剣と惑竜章～』挿入歌                                                   | 2008年 |
| 祈リノシズク                                 | PCゲーム『霊刀キザクラ ～桜花の剣と惑竜章～』エンディングテーマ                                       | 2008年 |
| プレリュード                                 | PlayStation 2専用ゲームソフト『レッスルエンジェルス サバイバー2』オープニングテーマ                   | 2008年 |
| feeling, shining                             | PlayStation 2専用ゲームソフト『恋する乙女と守護の楯 The shield of AIGIS』エンディングテーマ           | 2008年 |
| feeling, shining                             | PSP専用ゲームソフト『恋する乙女と守護の楯 Portable』鞠奈ルートエンディングテーマ                      | 2008年 |
| ちぇいすと☆ちぇいすっ!                       | PCゲーム『ちぇいすと☆ちぇいすっ!』オープニングテーマ                                                  | 2008年 |
| 愛のゆくえ                                   | PCゲーム『ちぇいすと☆ちぇいすっ!』エンディングテーマ                                                  | 2008年 |
| get the regret over                          | PCゲーム『闘神都市III』主題歌                                                                         | 2008年 |
| 明日へ踏み出す僕らの詩                       | PCゲーム『さかあがりハリケーン 〜LET'S PILE UP OUR SCHOOL!〜』エンディングテーマ                      | 2008年 |
| 隷堕のロジック                               | PCゲーム『操心術3』主題歌                                                                             | 2008年 |
| HE∀ting Sφul                                 | PCゲーム『真・恋姫†無双 〜乙女繚乱☆三国志演義〜』オープニングテーマ                                   | 2008年 |
| 我等詠ウハ兵ノ道標                           | PCゲーム『真・恋姫†無双 〜乙女繚乱☆三国志演義〜』蜀・挿入歌                                           | 2008年 |
| Endblaze                                     | PCゲーム『ツバキヒメ ‐後編‐』主題歌                                                                   | 2008年 |
| みずほ                                       | OVA『水着彼女 〜THE ANIMATION〜』エンディングテーマ                                                   | 2009年 |
| 君にしか聞こえない声で                       | PCゲーム『Like a Butler』更紗エンディングテーマ                                                       | 2009年 |
| ラブパラダイス                               | PCゲーム『W.L.O.世界恋愛機構』主題歌                                                                  | 2009年 |
| My fairytale                                 | PCゲーム『W.L.O.世界恋愛機構』挿入歌                                                                  | 2009年 |
| VIVA! W.L.O.!! -弱気なキミに捧げる応援歌-    | PCゲーム『W.L.O.世界恋愛機構』挿入歌                                                                  | 2009年 |
| パラダイムシフト                             | PCゲーム『BALDR SKY Dive1 "Lost Memory"』挿入歌                                                       | 2009年 |
| Let's stand up, my honey!                    | PCゲーム『世界を征服するための、3つの方法』主題歌                                                     | 2009年 |
| Let's stand up, my honey!                    | PCゲーム『魔王を征服するための、666の方法』主題歌                                                     | 2009年 |
| voyager                                      | PCゲーム『echo.』オープニングテーマ                                                                   | 2009年 |
| 鏡の森                                       | PCゲーム『Trample on “Schatten!!” 〜かげふみのうた〜』テーマソング                                    | 2009年 |
| Maiden's Garden                              | PCゲーム『花と乙女に祝福を』オープニングテーマ                                                        | 2009年 |
| ひみつのストーリー                           | PCゲーム『花と乙女に祝福を』エンディングテーマ                                                        | 2009年 |
| Kill the world                               | PCゲーム『蠅声の王 シナリオII』オープニングテーマ                                                     | 2009年 |
| Eternal kiss                                 | PCゲーム『蠅声の王 シナリオII』挿入歌                                                                 | 2009年 |
| あの日にふれたくて                           | PCゲーム『うみねこのなく頃に』イメージソング                                                          | 2009年 |
| あの日にふれたくて                           | PCゲーム『黄金夢想曲』エンディングテーマ                                                              | 2009年 |
| TSUBASA                                      | PCゲーム『うみねこのなく頃に散』Ep.5エンディングテーマ                                                | 2009年 |
| THE SACRED TREASURES                         | PCゲーム『THE SACRED TREASURES/FATE』オープニングテーマ                                               | 2009年 |
| ときめき☆ガーディアン                        | PCゲーム『ももいろガーディアン』主題歌                                                                | 2009年 |
| 闘艶結義 〜トウエンノチカイ〜                | テレビアニメ『真・恋姫†無双』オープニングテーマ                                                       | 2009年 |
| Nano Universe                                | PCゲーム『BALDR SKY Dive2 "RECORDARE"』エンディングテーマ                                             | 2009年 |
| 遥かな空へ                                   | PCゲーム『Eternal Sky ～悠久の空の彼方～』オープニングテーマ                                          | 2009年 |
| 夕焼け、さよなら。                           | PCゲーム『Eternal Sky ～悠久の空の彼方～』挿入歌                                                      | 2009年 |
| 未明空の下で                                 | PCゲーム『Eternal Sky ～悠久の空の彼方～』エンディングテーマ                                          | 2009年 |
| 金色の夜想曲 ～Golden Nocturne～             | テレビアニメ『うみねこのなく頃に』イメージソング                                                      | 2009年 |
| 狂騒の宴                                     | PCゲーム『ヴィザルの日記』オープニングテーマ                                                          | 2009年 |
| アナタノカナタ                               | PCゲーム『ヴィザルの日記』挿入歌                                                                      | 2009年 |
| 緋色の刻                                     | PCゲーム『ヴィザルの日記』挿入歌                                                                      | 2009年 |
| 記憶 -Memento Mori-                          | PCゲーム『ヴィザルの日記』挿入歌                                                                      | 2009年 |
| METHOD_HYMMELI/.                             | PlayStation 3専用ゲームソフト『アルトネリコ3 世界終焉の引鉄は少女の詩が弾く』挿入歌                   | 2010年 |
| Bloom of your dream                          | PCゲーム『花と乙女に祝福を ロイヤルブーケ』オープニングテーマ                                         | 2010年 |
| ずっと一緒に                                 | PCゲーム『かしましコミュニケーション』エンディングテーマ                                              | 2010年 |
| No Reason                                    | OVA『ぼく、オタリーマン。』オープニングテーマ                                                         | 2010年 |
| 絶対主従主義                                 | PCゲーム『オレの妹のエロさが有頂天でとどまる事を知らない』主題歌                                      | 2010年 |
| 浮き世謳へど                                 | PCゲーム『アパシー流行り神』オープニングテーマ                                                        | 2010年 |
| 色に出でにけり わが恋は                      | PCゲーム『色に出でにけり わが恋は』オープニングテーマ                                                 | 2010年 |
| ソラミミライフ                               | PCゲーム『ゴニン!? ～ピタリと的中! 強制占い♪～』主題歌                                                | 2010年 |
| your little sister                           | PCゲーム『リアル妹がいる大泉くんのばあい』オープニングテーマ                                          | 2010年 |
| Dear My Precious                             | PCゲーム『リアル妹がいる大泉くんのばあい』エンディングテーマ                                          | 2010年 |
| ラベンダーの純然                             | PCゲーム『光輪の町、ラベンダーの少女』オープニングテーマ                                              | 2010年 |
| とびきりスマイル                             | PCゲーム『bitter smile.』エンディングテーマ                                                           | 2010年 |
| 優しい拒絶                                   | PSP専用ゲームソフト『ナルキッソス 〜もしも明日があるなら〜 Portable』イメージソング                   | 2010年 |
| The (END) of KH†MS                           | PCゲーム『真・恋姫†無双 〜萌将伝〜』オープニングテーマ                                                | 2010年 |
| 残照                                         | PSP専用ゲームソフト『セカンドノベル 〜彼女の夏、15分の記憶〜』オープニングテーマ                      | 2010年 |
| Blue or Lime                                 | PSP専用ゲームソフト『セカンドノベル 〜彼女の夏、15分の記憶〜』エンディングテーマ                      | 2010年 |
| お嬢様は紅茶がお好き                         | OVA『お嬢様はHがお好き 〜THE ANIMATION〜』エンディングテーマ                                          | 2010年 |
| 愛という名の奇跡                             | PCゲーム『紫電 〜円環の絆〜』エンディングテーマ                                                       | 2010年 |
| 蒼の行方                                     | PCゲーム『Indigo』オープニングテーマ                                                                  | 2010年 |
| 楽園のメタファー                             | PCゲーム『BALDR SKY DiveX "DREAM WORLD"』オープニングテーマ                                           | 2010年 |
| ～way to my love～                           | PSP専用ゲームソフト『L@ve once』オープニングテーマ                                                    | 2010年 |
| 貝殻の記憶                                   | PSP専用ゲームソフト『L@ve once』エンディングテーマ                                                    | 2010年 |
| 白日夢                                       | Xbox 360専用ゲームソフト『車輪の国、向日葵の少女』オープニングテーマ                                  | 2010年 |
| say your prayer                              | PCゲーム『しゃーまんず・さんくちゅあり -巫女の聖域-』オープニングテーマ                               | 2010年 |
| Interval of live and death                   | PCゲーム『ぱすてるチャイム -恋のスキルアップ-』イメージソング                                         | 2010年 |
| ツワモノガタリ                               | PCゲーム『三極姫 ～乱世、天下三分の計～』オープニングテーマ                                           | 2010年 |
| Firm Promise                                 | PCゲーム『遠い遠い、約束』オープニングテーマ                                                          | 2010年 |
| ユメノミヤコ                                 | PCゲーム『操心術0』オープニングテーマ                                                                 | 2011年 |
| 一生モノ☆                                    | PCゲーム『黙って私のムコになれ!』オープニングテーマ                                                   | 2011年 |
| DREAM                                        | PCゲーム『黙って私のムコになれ!』エンディングテーマ                                                   | 2011年 |
| Love&Kiss                                    | イベント『あかべぇそふとつぅLive2011』テーマソング                                                    | 2011年 |
| 故郷へ…                                      | PCゲーム『Ar tonelico3 ～世界終焉の引鉄は少女の詩が弾く～』イメージソング                             | 2011年 |
| METHOD_HYMME_GRANZERO=SPEAR/.                | PCゲーム『Ar tonelico3 ～世界終焉の引鉄は少女の詩が弾く～』イメージソング                             | 2011年 |
| 永絆ノ証盟                                   | PCゲーム『CR哲也 ～雀聖と呼ばれた男～』挿入歌                                                         | 2011年 |
| Dolce                                        | PCゲーム『サクラの空と、君のコト』エンディングテーマ                                                  | 2011年 |
| 約束の世界                                   | トレーディングカード・ゲーム『アクエリアンエイジ 約束の世界』テーマソング                             | 2011年 |
| Goddess will…                                | トレーディングカード・ゲーム『アクエリアンエイジ 女帝の聖楔』テーマソング                             | 2011年 |
| L'opera de l'assassin ～暗殺者のための歌劇～ | PCゲーム『嘘つきナレットの優しい暗殺者』テーマソング                                                  | 2011年 |
| 散華綺想伝                                   | PCゲーム『嘘つきナレットの優しい暗殺者』オープニングテーマ                                            | 2011年 |
| 永遠の肖像                                   | PCゲーム『嘘つきナレットの優しい暗殺者』挿入歌                                                        | 2011年 |
| 約束-toi et moi                              | PCゲーム『嘘つきナレットの優しい暗殺者』挿入歌                                                        | 2011年 |
| インターセクション                           | PCゲーム『静寂に電気鋸』主題歌                                                                        | 2011年 |
| Straight Feelings                            | PCゲーム『Trif』オープニングテーマ                                                                    | 2011年 |
| Happy Float                                  | PCゲーム『ラブライド・イヴ』エンディングテーマ                                                        | 2011年 |
| Eternity                                     | PCゲーム『シュクレ 〜sweet and charming time for you.〜』エンディングテーマ                           | 2011年 |
| Uma alma                                     | PSP専用ゲームソフト『デッドエンド Orchestral Manoeuvres in the Dead End』オープニングテーマ           | 2011年 |
| Answerer                                     | PCゲーム『ももいろガーディアン』イメージソング                                                        | 2011年 |
| Fate through the regret                      | PCゲーム『ぱすてるチャイムContinue』イメージソング                                                    | 2011年 |
| 夜明けの星空                                 | PCゲーム『Strawberry Nauts』エンディングテーマ                                                        | 2011年 |
| 真命ノ仁義                                   | PSP専用ゲームソフト『三極姫 〜三国乱世・覇天の采配〜』主題歌                                          | 2011年 |
| 真命ノ仁義                                   | PS Vita専用ゲームソフト『三極姫2 ～天下覇統・獅志の継承者～』主題歌                                   | 2011年 |
| Identity                                     | PCゲーム『マテリアルブレイブ』エンディングテーマ                                                      | 2012年 |
| Mind Resolution                              | PCゲーム『Strawberry Feels』主題歌                                                                    | 2012年 |
| Color World                                  | PCゲーム『乙女が紡ぐ恋のキャンバス』オープニングテーマ                                                | 2012年 |
| Judgment                                     | PCゲーム『CLOCK ZERO 〜終焉の一秒〜』イメージソング                                                   | 2012年 |
| 星雪と踊る                                   | PCゲーム『ゆきいろ 〜空に六花の住む町〜』挿入歌                                                       | 2012年 |
| Apocalypse                                   | PCゲーム『ふたりはマイエンジェル☆』主題歌                                                             | 2012年 |
| 手に伝う音を                                 | PCゲーム『JOKER -死線の果ての道化師-』エンディングテーマ                                              | 2012年 |
| Breakthrough the "DEAD LINE"                 | PCゲーム『JOKER -死線の果ての道化師-』挿入歌                                                          | 2012年 |
| 海と宇宙のストーリー                         | PCゲーム『Dolphin Divers』エンディングテーマ                                                          | 2012年 |
| 戦誓ノ謳                                     | PCゲーム『三極姫2 ～天地大乱・乱世に煌く新たな覇龍～』オープニングテーマ                              | 2012年 |
| らぶらぶ☆れぼるーしょんなう!                 | PCゲーム『彼女はオレからはなれない』オープニングテーマ                                                | 2012年 |
| 愛距離飛来ジーン                             | PCゲーム『操心術∞』主題歌                                                                             | 2012年 |
| Gracias                                      | PCゲーム『黄昏の先にのぼる明日 -あっぷりけFanDisc-』主題歌                                            | 2012年 |
| Toragic Raven                                | PCゲーム『MYTHOS 第一部 前篇』主題歌                                                                  | 2013年 |
| THE BIND SEEKER                              | PCゲーム『パステルチャイム3 バインドシーカー』主題歌                                                  | 2013年 |
| Salvage                                      | テレビアニメ『ココロコネクト』エンディングテーマ                                                      | 2013年 |
| 届け、恋の祈り。                             | PCゲーム『みんなあげちゃう』オープニングテーマ                                                        | 2013年 |
| 僕たちの祈り、永遠に。                       | PCゲーム『みんなあげちゃう』エンディングテーマ                                                        | 2013年 |
| 月影ニ契ギル                                 | PSP専用ゲームソフト『月影の鎖 -錯乱パラノイア-』主題歌                                                | 2013年 |
| go ahead!                                    | PCゲーム『あいこみゅ!! -IDOL Communication-』オープニングテーマ                                       | 2013年 |
| 五徳五倫ノ謳戦譚                             | PCゲーム『三極姫3 ～天下新生～』主題歌                                                                | 2013年 |
| LIGHT OF LOVE                                | ニンテンドー3DS専用ゲームソフト『闘神都市』主題歌                                                     | 2014年 |
| 征野にて誓う                                 | PCゲーム『BALDR SKY "ZERO" 2』エンディングテーマ                                                      | 2014年 |
| 病める世界を往く旅人よ                       | PCゲーム『憑依変身エクストラソウルズ』エンディングテーマ                                              | 2014年 |
| Dear                                         | PCゲーム『PRIMAL×HEARTS』陽姫エンディングテーマ                                                       | 2014年 |
| 偽潔絢爛アリアグネ                           | PCゲーム『サイミンZ』主題歌                                                                           | 2014年 |
| GO!GO!ラブリズム♥                            | セガアーケードゲーム『チュウニズム』提供曲                                                            | 2014年 |
| Girl meets Love                              | PCゲーム『花咲ワークスプリング!』主題歌                                                               | 2015年 |
| Go over → ∞                                  | PCゲーム『真・恋姫†英雄譚 〜乙女繚乱☆三国志演義〜』オープニングテーマ                                 | 2015年 |
| HE∀ting Sφul                                 | PCゲーム『真・恋姫†英雄譚 〜乙女繚乱☆三国志演義〜』挿入歌                                             | 2015年 |
| 笑顔のとなり                                 | PS Vita専用ゲームソフト『百花繚乱エリクシル 〜Record of Torenia Revival〜』セロシアエンディングテーマ | 2015年 |
| 恋する☆ひよこ                                | テレビアニメ『おくさまが生徒会長!』オープニングテーマ                                                 | 2015年 |
| Reach For The Light                          | PS Vita専用ゲームソフト『魔女こいにっき Dragon×Caravan』エンディングテーマ                            | 2015年 |
| 誰より強く I Love you!                       | PCゲーム『おさこい ～俺と二人の甘々ご奉仕H生活～』主題歌                                              | 2016年 |
| 栄光の鐘を、確かな絆を                       | Webブラウザゲーム『新約闘神都市』主題歌                                                               | 2016年 |
| Air                                          | PCゲーム『LAMUNATION!』エンディングテーマ                                                             | 2016年 |
| MADNESS MARCHEN                              | PCゲーム『魔性眼鏡』オープニングテーマ                                                                | 2016年 |
| HAPPY NEVER ENDING                           | PCゲーム『魔性眼鏡』エンディングテーマ                                                                | 2016年 |
| キラキラ☆エクスプローラー                    | テレビアニメ『おくさまが生徒会長!+!』オープニングテーマ                                               | 2016年 |
| BгavЄ Sφul                                   | PCゲーム『真・恋姫†夢想 -革命- 蒼天の覇王』挿入歌                                                     | 2017年 |
| HE∀ting Sφul -革命 ver.-                     | PCゲーム『真・恋姫†夢想 -革命- 蒼天の覇王』挿入歌                                                     | 2017年 |
| 最愛テトラグラマトン                         | セガアーケードゲーム『チュウニズム』提供曲                                                            | 2017年 |
| 穢レテ唱ウハ黄泉ノ呪詛                       | BEMANIアーケードゲーム『悠久のリフレシア』提供曲                                                      | 2017年 |
| 籠女譚詩曲                                   | PCゲーム『愛は、憎しみによく似ている 憎しみは、愛によく似ている』オープニングテーマ                   | 2018年 |
| 雨晴れて、貴方と共に                         | PCゲーム『愛は、憎しみによく似ている 憎しみは、愛によく似ている』エンディングテーマ                   | 2018年 |
| 奮い立て! 希望の姫                           | iOS/Android用ゲーム『アビス・ホライズン』主題歌                                                       | 2018年 |
| NYAN-NYA, More! ラブシャイン、Chu♥           | セガアーケードゲーム『チュウニズム』提供曲                                                            | 2018年 |
| THE BRASS OF GOODSPEED!!                     | セガアーケードゲーム『チュウニズム』提供曲                                                            | 2019年 |
| 碧空のシュトラーセ                           | PCゲーム『真・恋姫†夢想 -革命- 劉旗の大望』オープニングテーマ                                         | 2019年 |
| 鬼ノ木偶刀、かく語りき                       | テレビアニメ『ナカノヒトゲノム【実況中】』挿入歌                                                      | 2019年 |
| 生命の花 ‐fhoasse ob mariek‐                 | ボイスドラマ『Sister ～運命のイストワール～』主題歌                                                   | 2019年 |
| Red Parade                                   | iOS/Android用ゲーム『SEVEN’s CODE』提供曲                                                             | 2019年 |
| Clear and Serene ～明鏡止水～                | iOS/Android用ゲーム『ガール・カフェ・ガン』イメージソング                                             | 2020年 |
| two sides of the same coin                   | パチンコ機『Pひぐらしのなく頃に〜瞬〜』イメージソング                                                 | 2021年 |
| 明日の世界                                   | Webブラウザゲーム『バースセイバー』主題歌                                                             | 2021年 |
| STAR IN THE WORLD                            | セガアーケードゲーム『チュウニズム』提供曲                                                            | 2021年 |
| Bitter Sweet Mojito!                         | PCゲーム『ウチのペット事情』オープニングテーマ                                                        | 2022年 |

## ライブ情報

### 単独ライブ
| 公演年 | タイトル                                                                       | 公演日・会場                                 |
| ------ | ------------------------------------------------------------------------------ | -------------------------------------------- |
| 2011年 | Live The Nyamo-NA! GRADE.01 and 02 Rekka Katakiri Solo Live 2011 in CLUB CITTA | 4月29日 - CLUB CITTA                         |
| 2011年 | Live The Nyamo-NA! GRADE.03 in CLUB SEATA 11.12.11 "Let's celebrate Min!"      | 12月11日 - CLUB SEATA                        |
| 2012年 | Live The Nyamo-NA! GRADE.04 Rekka Katakiri Solo Live 2012 in CLUB ASIA         | 10月7日 - CLUB ASIA                          |
| 2013年 | Live The Nyamo-NA! GRADE.05 Rekka Katakiri Solo Live 2013                      | 6月29日 - 晴れたら空に豆まいて HARE MAME     |
| 2014年 | Live The NYAMO-NA! GRADE.06 ～黒餡春の大感謝祭!～                              | 3月22日 - TSUTAYA O-nest                     |
| 2014年 | Live The NYAMO-NA! GRADE.07 メシつきライブ in OSAKA                            | 10月13日 - カラオケパセラ天王寺店 BALI TOWER |
| 2015年 | Live The Nyamo-NA! Grade.08 逆襲のヤシィ・りべんじ!                            | 2月15日 - 渋谷チェルシーホテル               |
| 2016年 | Live The NYAMO-NA! GRADE.09 ～怒涛の3時間! 過去も明日もラブリズム☆～           | 2月27日 - 恵比寿CreAto                       |
| 2017年 | Rekka Katakiri Mini Live & Special Session                                     | 7月17日 - HMV渋谷                            |
| 2017年 | 片霧烈火のにゃんこっこアワー★みなのも!                                         | 12月7日 - トラ(ノ)アナ NOMOO                 |
| 2019年 | Live The NYAMO-NA! GRADE.10 with CHATA                                         | 3月16日 - bar glamb                          |
| 2019年 | かたきりれっかおたんじょうびかい2019                                           | 12月7日 - Theater Zzz                        |
| 2020年 | 片霧烈火 第1回オンラインライブ                                                 | 10月31日 - 生配信ライブ                      |
| 2021年 | Rekka Katakiri Youtube 2nd Live                                                | 3月7日 - 生配信ライブ                        |

### 合同ライブ・フェス
| 公演年 | タイトル                                                                     | 公演日・会場                                        |
| ------ | ---------------------------------------------------------------------------- | --------------------------------------------------- |
| 2013年 | solfa first live 2013「no music,no solfa!!! ～平成25年度パンダ祭り～」       | 12月1日 - CLUB SEATA                                |
| 2017年 | うみねこのなく頃に奏                                                         | 10月6日 - かつしかシンフォニーヒルズ アイリスホール |
| 2017年 | 戯画 1st LIVE ～Sky ticket～                                                 | 3月10日 - ディファ有明                              |
| 2018年 | 幻想の庭～霜月はるか＆片霧烈火ライブ～                                       | 3月16日 - 万代南梦宫上海文化中心 未来剧场           |
| 2019年 | EEE FINAL ～今までお世話になった人達に感謝の思いを込めて～                   | 9月14日 - 梅田CLUB QUATTRO                          |
| 2019年 | solfa×恋する乙女と守護の楯 コラボレーションライブ「shield nine festival!!!」 | 10月26日 - 山野ホール                               |
| 2019年 | 恋姫†礼舞 KOIHIME LIVE 2019                                                  | 11月9日 - 山野ホール                                |

## 出演

### ラジオ
- はれちゃった歌種日和 （パーソナリティ）
- 片霧烈火のにゃんこっこアワー☆りあらいず! （メインパーソナリティ）
- 片霧烈火のにゃんこっこ☆アワー （メインパーソナリティ）2018年7月より

### 声優
- THE 恋愛シミュレーション2 〜ふれあい〜 （相原優気役）
- アニマムンディ 終わり無き闇の舞踏（ティモシー・リアリー役）
- プリンセスナイトメア（チェシャ役）
- カオスコード（篝役）

### 実写作品
- 大江戸警察2007（永谷園カゴメ役、大江戸宅急便） - 猫の被り物を着て出演
- 大江戸警察MK5（永谷園カゴメ役、大江戸宅急便） - 猫の被り物を着て出演

## 書籍
- 同人音楽を聴こう！（三才ブックス 2007年）- 写真付インタビュー（猫の被り物を着て出演）・過去の作品一覧（同人は除く）
- 同人音楽制作ガイド（秀和システム 2008年）- 作詞・作曲のサンプル曲「そうさ、きっと」でボーカル担当